# Santa Eulalia del Campo
Santa Eulalia (o Santa Eulalia del Campo) es un municipio y localidad española de la provincia de Teruel, en la comunidad autónoma de Aragón. El término municipal, ubicado en la comarca de la Comunidad de Teruel, tiene una población de 1020 habitantes (INE 2024). Se extiende sobre el margen derecho del río Jiloca, al oeste de la sierra de Palomera y al noroeste de los Montes Universales en la sierra de Albarracín. El término municipal posee una superficie de 80,87 km².

## Toponimia
Existen ocho municipios en España que se llaman Santa Eulalia, pero en realidad esta Santa Eulalia es la única población del Reino de España cuya denominación oficial es Santa Eulalia "a secas". Del Campo es el "apellido" que toma popularmente de algunos de los pueblos colindantes. 

## Geografía
Integrado en la comarca de Comunidad de Teruel, dista 34 km de Teruel, 153 km de Zaragoza, 174 km de Valencia, 221 km de Huesca y 276 km de Madrid. El término municipal está atravesado por la autovía Mudéjar (A-23) y por la carretera N-234, alternativa convencional a la anterior, además de por la carretera autonómica A-1511, que se dirige a Pozondón, por la carretera provincial TE-V-1008 que conecta con Alfambra, por la carretera provincial TE-V-9026 que lo conecta con Alba, y por la carretera provincial TE-V-9029 que lo conecta con Cella.

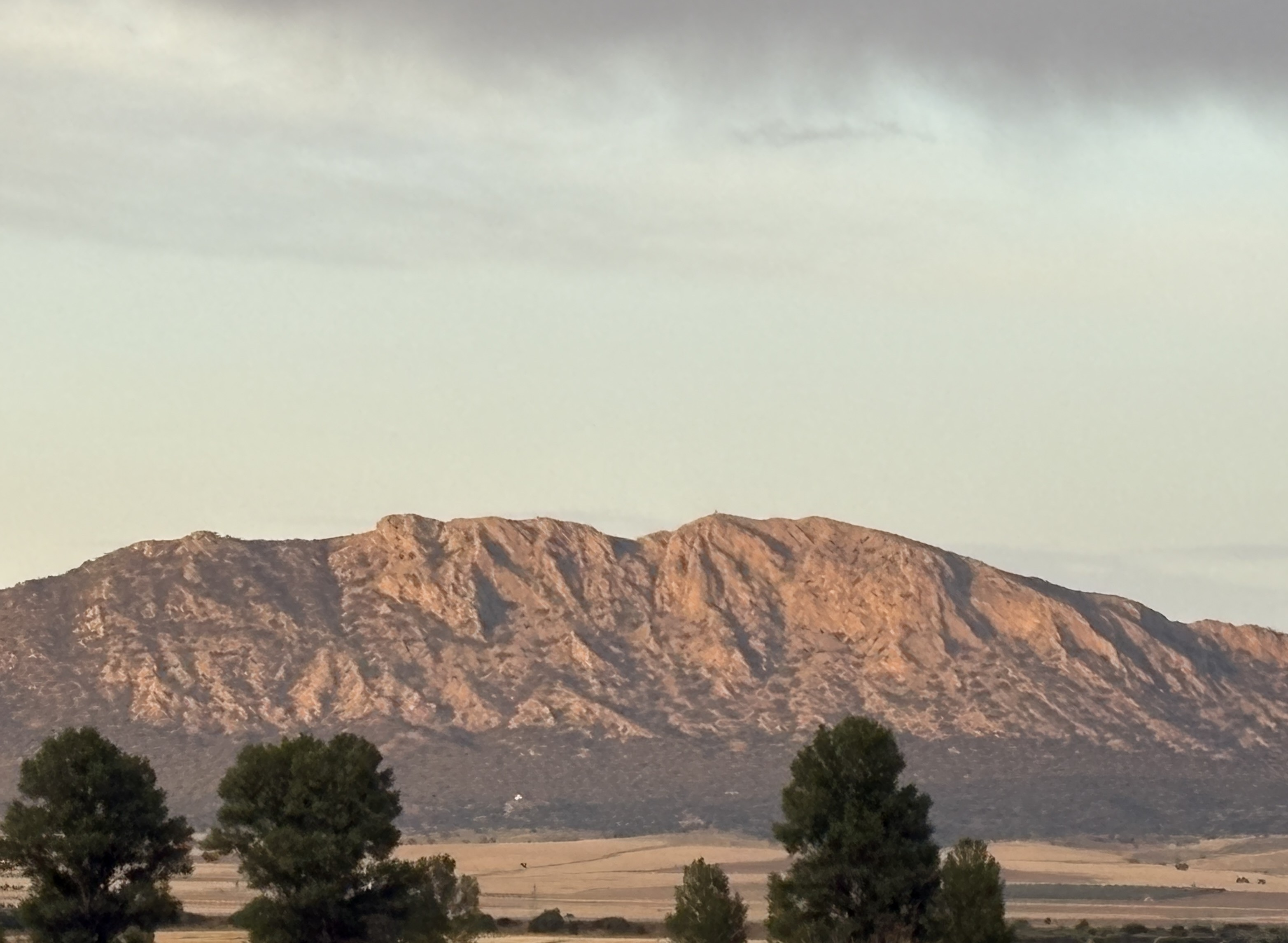
Sierra Palomera desde Santa Eulalia

El relieve del municipio está definido por la depresión longitudinal ibérica Calamocha-Teruel, creada por el río Jiloca, y por los sistemas montañosos que lo limitan, la sierra de Albarracín al oeste y la sierra Palomera al este, ambas integradas en el sistema Ibérico. 
La altitud oscila entre los 1280 m al suroeste, en el Monte de Cirogrillos, y los 980 m a orillas del río Jiloca. A medio camino se encuentra el Alto de El Viso (vértice geodésico) a 1115 m sobre el nivel del mar. El pueblo se alza a 984 m de altitud. 
Posee un clima mediterráneo continentalizado con grandes oscilaciones en sus temperaturas tanto estacionales, como diurnas y nocturnas. Predomina el viento denominado "cierzo", y su temperatura media anual es de 11,1 °C.
| Noroeste: Alba               | Norte: Alba y Torremocha de Jiloca | Noreste: Torremocha de Jiloca |
| Oeste: Pozondón y Albarracín |                                    | Este: Camañas                 |
| Suroeste: Cella              | Sur: Cella y Villarquemado         | Sureste: Villarquemado        |

## Historia
El origen de Santa Eulalia del Campo, se puede asociar a una antigua villa denominada “Tres Torres”, como así lo atestigua su escudo. 
Sin embargo, hay fuentes históricas que no comparten esta teoría, descartando la relación existente entre el escudo de la villa y el origen de la misma. La teoría más lógica para comprender la presencia de las tres torres en el escudo es la participación importante en el pueblo de una familia noble. Según esto, habría que vincularla a la familia Heredia o Fernández de Heredia que suena en la documentación de la época poco después de la conquista de Teruel, desde el siglo XIII al siglo XVI, tanto en Teruel como en Albarracín.
En 1335, el deán de la catedral del Salvador de Albarracín concedió el arriendo de una finca de Santa Eulalia a Pedro Fernández de Heredia y esta familia usa en su blasón 3, 5, 6 o 7 torres sobre campo rojo.
Fue el rey de Aragón Alfonso I el Batallador quién conquistó la villa, al tiempo de conquistar Monreal del Campo. Una vez muerto este rey, todo el territorio comprendido entre esta localidad y la de Cella, pasó a manos de los moros y la zona quedó totalmente despoblada.
En los documentos del rey aragonés Jaime I el Conquistador referentes a la provincia de Teruel, sólo se hace alusión a Santa Eulalia en uno correspondiente al 7 de marzo de 1258. En el que se dice: “el Rey se constituye, a ruegos de D. Álvaro Pérez de Azagra, Señor de Albarracín, en fiador de Gil Sánchez, Justicia de Teruel, y de los suyos por las aldeas de Santa Eulalia y Gadel, por las cuales estaba obligado D. Álvaro, por 8.000 sueldos jaqueses”.

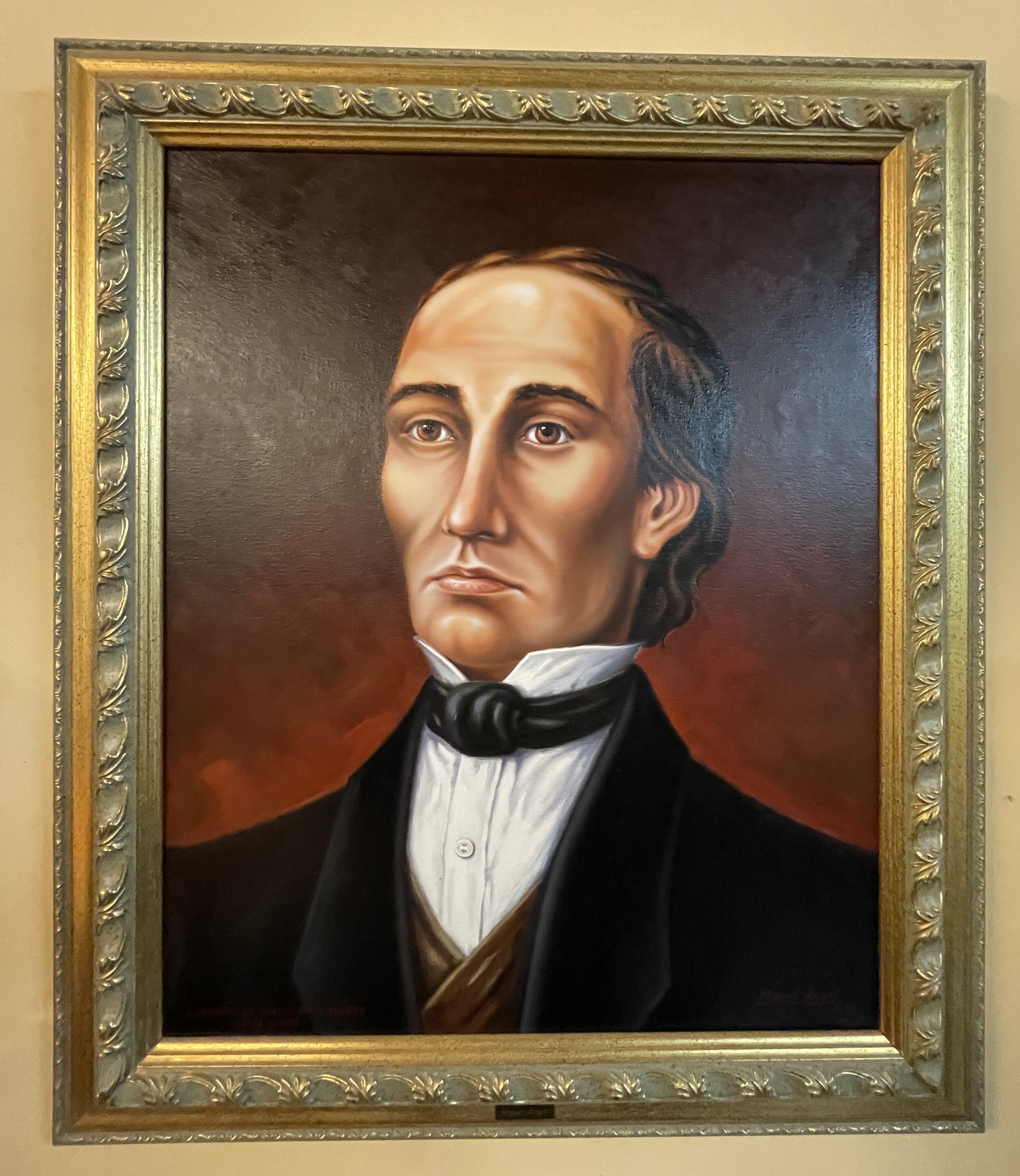
Retrato de Isidoro de Antillón y Marzo. Biblioteca municipal de Santa Eulalia del Campo. Obra del artista local Miguel Ángel Rodríguez

Se piensa que la verdadera historia del municipio empieza después de la reconquista y la repoblación de Teruel por Alfonso II en 1171. El territorio perteneciente a la Sierra de Albarracín, pasó a depender del señorío de los Azagra. Álvaro Pérez de Azagra lo entregó a su hija como parte de la dote al casarse con Teobaldo de Navarra, hasta que, en 1284, el citado señorío fue conquistado por Pedro III. Posteriormente, el gobierno del lugar pasó a los infantes regios. 
La anexión a la Corona de Aragón se produciría bastantes años más tarde, en 1367.
Entre los personajes más insignes de Santa Eulalia hay que destacar a Isidoro de Antillón y Marzo, que nació en Santa Eulalia en 1778 y murió en 1814. Este doctor en Derecho fue además un político liberal, prolífico escritor, historiador y geógrafo. Fue diputado en las Cortes Constituyentes de Cádiz en 1812 por Aragón, y en 1802 formó el primer atlas completo de España. Fue un pionero en la defensa de la abolición de la esclavitud en España. En la plaza la localidad que lleva su nombre, se levanta el busto de Antillón, realizado en piedra.

## Demografía
Santa Eulalia del Campo cuenta con una población de 1020 habitantes (INE 2024).
| Gráfica de evolución demográfica de Santa Eulalia entre 1842 y 2021                                                 |
| |
| Población de derecho según los censos de población del INE Población de hecho según los censos de población del INE |

## Comunicaciones
Existen varias formas de llegar a Santa Eulalia:
Por carretera
- Vías Nacionales:
  - Autovía Mudéjar A-23
  - Carretera Nacional N-234 / N-330

- Vías Autonómicas:
  - Santa Eulalia del Campo - Orihuela del Tremedal (A-1511)

- Vías Provinciales y Locales:
  - Carretera Santa Eulalia - Cella (TE-V-9029)
  - Carretera Santa Eulalia - Alba - Villafranca del Campo (TE-V-9026)
  - Carretera Santa Eulalia - Alfambra (TE-V-1008)
  - Carretera Santa Eulalia - Almohaja - Peracense - Villar del Salz - Ojos Negros  (TE-55)

En Autobús
- Línea Nacional Madrid - Guadalajara - Teruel - Valencia - Alicante. Grupo SAMAR[7]
- Línea Nacional Zaragoza - Teruel - Valencia - Alicante - Murcia - Cartagena. Empresa Jímenez Movilidad[8]
- Línea Nacional Teruel - Santa Eulalia  - Orihuela del Tremedal - Alustante. Empresa Jímenez Movilidad[8]

En avión
- Aeropuerto de Teruel TEV (a 27 Kilómetros por la N-234 o la A-23)
- Aeródromo municipal de Torremocha de Jiloca (a 10 Kilómetros por la N-234)
- Aeropuerto Internacional de Zaragoza ZAZ (a 147 Kilómetros por la N-234 o la A-23)
- Aeropuerto Internacional de Valencia VLC (a 179 Kilómetros por la N-234 o la A-23)

Por ferrocarril
- Línea Zaragoza-Teruel-Sagunto-Valencia (Adif-Renfe) Estación de Santa Eulalia del Campo[9]

En bicicleta, a caballo o a pie
- A través de la Vía Verde de Ojos Negros.  Santa Eulalia del Campo es el final de Etapa de esta ruta 1[10] (Ojos Negros-Santa Eulalia) y comienzo de la Etapa 2[11] (Santa Eulalia-Puerto de Escandón).
- A través del Camino de Santiago del Puerto de Sagunto. En esta ruta, Santa Eulalia es final de la Etapa 9[12] (Cella-Santa Eulalia) y comienzo de la Etapa 10[13] (Santa Eulalia-Monreal del Campo)
- A través de la Ruta del Santo Grial. Santa Eulalia del Campo es el final de esta ruta en la Etapa 13[14] Monreal del Campo-Santa Eulalia y comienzo de la Etapa 14[14] Santa Eulalia-Teruel.

## Punto de encuentro y cruce de caminos
Por Santa Eulalia pasan y confluyen muchos Caminos Naturales Históticos y Culturales, tanto Nacionales como Internacionales. Es un punto básico de reunión, logística, avituallamiento y descanso en cada camino. Algunos de los más importantes son los siguientes:

### Vía Verde de Ojos NegrosyCamino Natural Cantábrico-Mediterráneo.

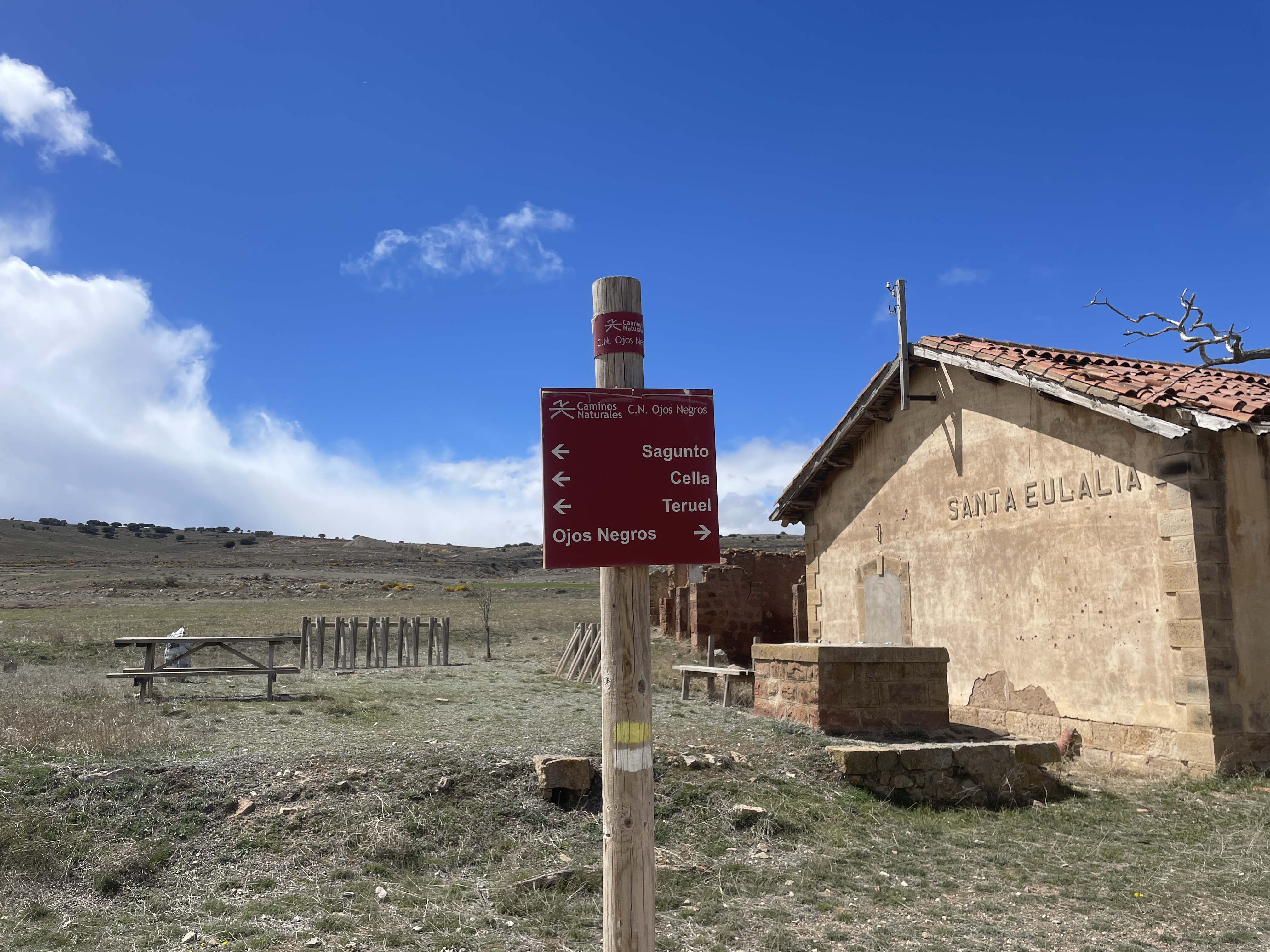
Antigua Estación del Ferrocarril Sierra Menera. Vía Verde Ojos Negros a Puerto de Sagunto.

La Vía Verde de Ojos Negros es un Camino Natural, gestionado por el Ministerio de Agricultura, Pesca y Alimentación (MAPA), que transita sobre la antigua línea ferroviaria Sierra Menera que unía el Puerto de Sagunto con la localidad minera de Ojos Negros. Hoy en día es la Vía Verde más larga de España con sus 182,2 km de longitud, atravesando las provincias de Teruel, Castellón y Valencia.  Es una ruta de senderismo ecuestre y a pie, especialmente valorada por los cicloturistas. 
Entre los años 2020 a 2023, el Ministerio de Agricultura, Pesca y Alimentación, realizó algunas inversiones para habilitar los tramos entre Calatayud - Daroca - Caminreal - Fuentes Claras - Ojos Negros, con la finalidad de unir el trazado del Camino Natural Santander - Mediterráneo a la Vía Verde de Ojos Negros. Aunque las obras de todo el trazado aun no han sido finalizadas, se encuentran ya bastante avanzadas, y algún día se podrá realizar la ruta senderista completa desde Santander al Puerto de Sagunto a través de este Camino Natural Vía Verde. 
A su paso por la Santa Eulalia del Campo, esta ruta atraviesa la localidad a la altura de la antigua estación de Santa Eulalia Sierra Menera y del puente de la Leona. El trazado de la Vía Verde pasa a menos de 2 km del centro del casco urbano, y de la actual estación de ferrocarril de Santa Eulalia.

### Camino de Santiago del Puerto de Sagunto.

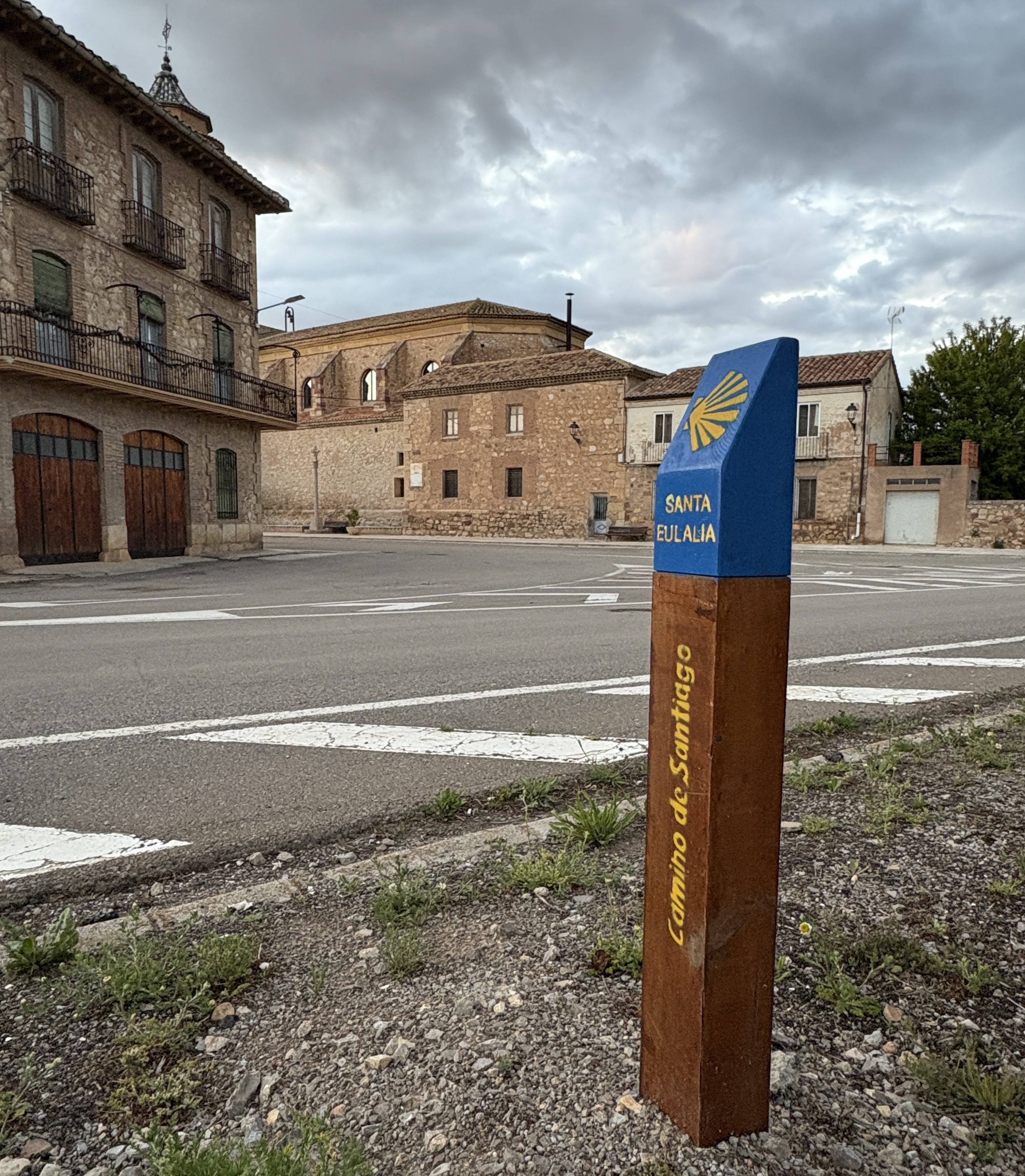
Señal del Camino de Santiago, a la entrada de la localidad

Se trata de una ruta Jacobea que transita desde el Puerto de Sagunto hasta la localidad de Tozalmoro en Soria, para enlazar con el conocido como Camino de Santiago Castellano Aragonés por Soria. Este enlaza en la localidad burgalesa de Mamolar con el Camino de la Lana, que a su vez se une al Camino Francés en la ciudad de Burgos. Esta ruta, que comenzó a ser utilizada en el siglo XIII por los peregrinos italianos (del Imperio Romano) que venían a la península a través del puerto romano de Saguntum (Arse), se recuperó, documentó y se señalizó en 2012, editando una guía actualizada realizada por el escritor e investigador Luis Miguel Bona
Desde el Puerto de Sagunto a Tazalmoro son casi 395 kilómetros de ruta, que la Federación Española de Asociaciones de Amigos del Camino de Santiago recomienda hacer en 17 etapas. Santa Eulalia es el final de la Etapa 9, que parte de Cella y discurre en una gran parte del trazado por la Vía Verde de Ojos Negros, y el comienzo de la Etapa 10, que finaliza en Monreal del Campo. Hasta Santiago de Compostela hay un total de 1055 kilómetros desde el inicio en el Puerto de Sagunto.  
Este camino es especialmente valorado por los peregrinos cicloturistas, que suelen reducir el número de etapas en realizarlo, respecto a los senderistas que lo realizan a pie, que realizan etapas más cortas. 

### Camino del Santo Grial.

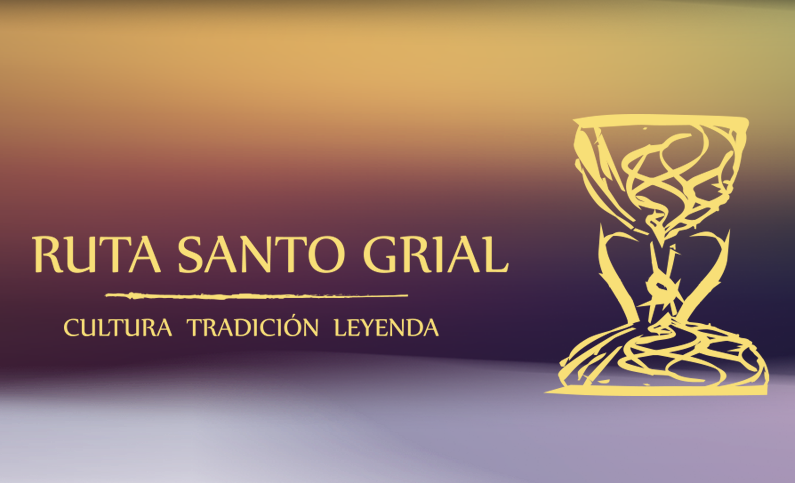
Proyecto Grial. Universidad de Zaragoza. Cofinanciado por la UE.

En 2002 distintas instituciones y asociaciones de Aragón y de la Comunidad Valenciana, bajo la dirección científica de la Universidad de Zaragoza, decidieron recuperar esta ruta cultural, también conocida como Ruta del Conocimiento o Ruta de la Paz, que se inició en Roma el año 258 d. C. Crearon el Proyecto Grial, al que finalmente se unieron muchas más instituciones públicas de toda Europa, siendo cofinanciado por la Unión Europea como Proyecto de Cooperación Transnacional.
Cuenta la historia que ante la persecución que sufrían los cristianos en esa época, el Papa Sixto II encargó a su diácono San Lorenzo que salvase algunos bienes de la Iglesia, entre ellos el Santo Cáliz de la Última Cena. Lorenzo envió el Santo Grial con varios emisarios a su ciudad natal, Huesca. Después de pasar por varias ubicaciones, ermitas, iglesias y catedrales de la provincia de Huesca a lo largo de la hisotria, el Santo Cáliz llegó a la Catedral de Santa María de Valencia en 1437, donde continúa desde entonces. 
Esta ruta, que a España accede por el Puerto del Somport en Huesca y finaliza en la catedral de Santa María de Valencia (550 kilómetros aproximadamente de recorrido), la Asociación Cultural Camino del Santo Grial, la recomienda hacer en 22 Etapas (con algunas variaciones en la Provincia de Huesca, donde el cáliz estuvo en distintos lugares a lo largo de la historia).

### Camino del Cid.

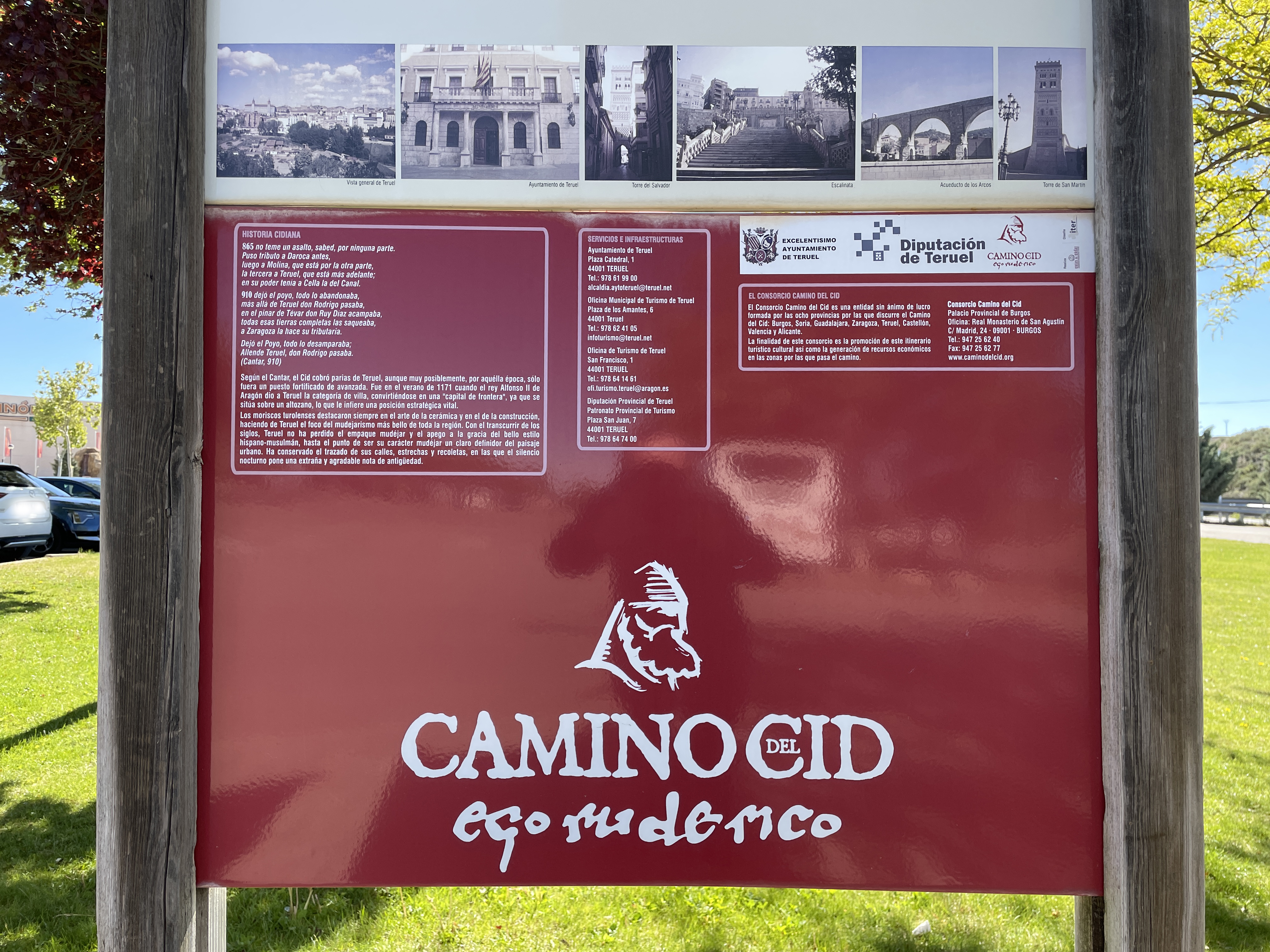
Cartel Informativo DPT Camino del Cid en la provincia de Teruel

Es una ruta turística basada en la figura de Rodrigo Díaz de Vivar, conocido como el Cid Campeador, y en el Cantar del Mío Cid, una de las obras literarias más importantes de la literatura clásica. En 1996, la Diputación Provincial de Burgos promovió inicialmente esta senda por su territorio, en 1998 se unió la Diputación Provincial de Soria, ampliando el trazado. Finalmente 8 Diputaciones Provinciales se unieron a lo que hoy es el Consorcio del Camino del Cid, creando una ruta (Gran Ruta GR-160) de más 2.000 kilómetros, que atraviesa otras tantas provincias españolas (Burgos, Soria, Guadalajara, Zaragoza, Teruel, Castellón, Valencia y Alicante) de cuatro comunidades autónomas (Castilla y León, Castilla-La Mancha, Aragón y Comunidad Valenciana). 
Santa Eulalia no está dentro del recorrido turístico reconocido por el Consorcio, pero está en el epicentro de una parte de la ruta que discurre por la provincia de Teruel, concretamente la llamada Ruta de las Tres Taifas (Taifas de Zaragoza, Toledo y Albarracín), ruta de 301 km. que parte de Calatayud y tiene su final en Teruel. Localidades de la ruta oficial del Camino del Cid, como El Poyo del Cid, Monreal del Campo, Caminreal, Orihuela del Tremedal, Bronchales, Cella o Teruel, se encuentran a “tiro de piedra” de Santa Eulalia para ser visitadas en coche, a caballo, en bicicleta o andando.

## Administración y política
| Periodo        | Alcalde                  | Partido       |  |
| -------------- | ------------------------ | ------------- |  |
| 1979-1983      | Juan Elena Orrios        | Independiente |  |
| 1983-1987      | Juan Elena Orrios        | PSOE          |  |
| 1987-1991      | Juan Elena Orrios        | PSOE          |  |
| 1991-1995      | Juan Elena Orrios        | PSOE          |  |
| 1995-1999      | Ángel Paricio Hernández  | PP            |  |
| 1999-2001      | Manuel Abel Muñoz Valero | PSOE          |  |
| 2001-2003      | Agustina Torres Pobo     | PAR           |  |
| 2003-2007      | Segundo Salvador Narró   | PP            |  |
| 2007-2011      | Héctor Palatsí Martínez  | PSOE          |  |
| 2011-2015      | Héctor Palatsí Martínez  | PSOE          |  |
| 2015-2019      | Blas Lanzuela Espinosa   | PP            |  |
| 2019-2023      | Blas Lanzuela Espinosa   | PP            |  |
| 2023-Actualdad | Carmen Maorad Úbeda      | PP            |  |

| Partido político    | Partido político                                   | 2003   | 2007   | 2011   | 2015   | 2019   | 2023   |
| Partido político    | Partido político                                   | Ediles | Ediles | Ediles | Ediles | Ediles | Ediles |
|                     | Partido de los Socialistas de Aragón (PSOE-Aragón) | 3      | 5      | 4      | 4      | 3      | 3      |
|                     | Partido Popular de Aragón (PP)                     | 3      | 3      | 3      | 4      | 6      | 5      |
|                     | Partido Aragonés (PAR)                             | 1      | 1      | 1      | 1      | —      | 1      |
|                     | Izquierda Unida (IU)                               | —      | —      | 1      | —      | —      | —      |
|                     | Compromiso con Aragón (CA)                         | —      | —      | —      | —      | —      | —      |
|                     | Grupo Independientes de Santa Eulalia (GISE)       | 2      | —      | —      | —      | —      | —      |
| Total de concejales | Total de concejales                                | 9      | 9      | 9      | 9      | 9      | 9      |

## Lugares de interés
El conjunto arquitectónico de la localidad nos revela un histórico pasado. Numerosas son las casonas que forman su casco urbano. En la actualidad, se conservan seis piedras armeras enclavadas en otras tantas casonas.

Cabe mencionar, las diferentes capillas situadas en diferentes calles de la localidad, como la dedicada a la Virgen del Rosario o a San Antonio. También son reseñables el molino harinero en las inmediaciones de la Ermita de la Virgen del Molino. 

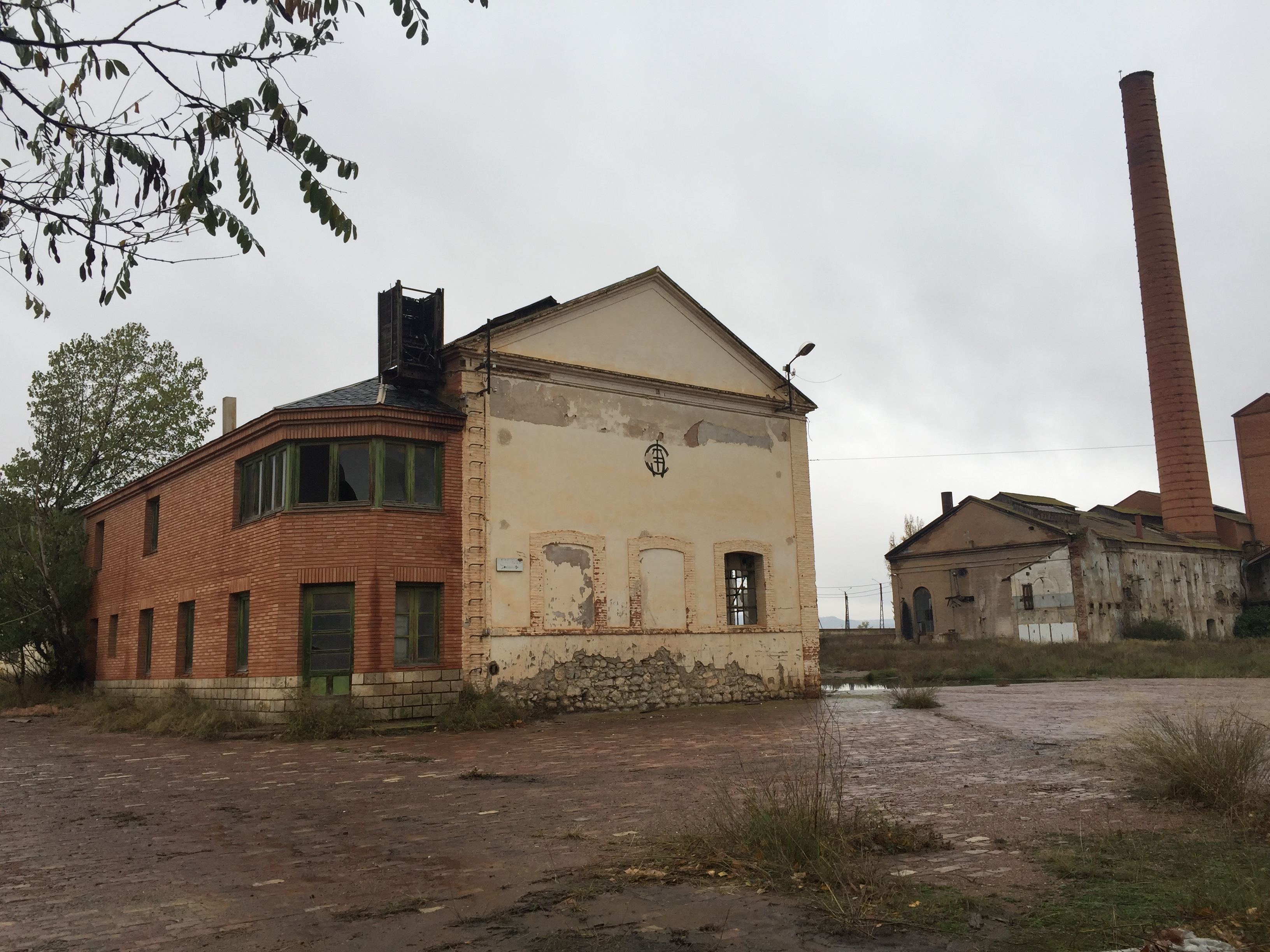
Fábrica Azucarera del Jiloca. Compañía de Industrias Agrícolas

### Azucarera del JIloca
Destaca y es visible desde toda la localidad y desde los pueblos limítrofes, la chimenea de la antigua Fábrica Azucarera del Jiloca de la Compañía de Industrias Agrícolas. Esta fábrica comenzó su actividad en 1912, y cerró sus puertas en 1985.   
En su apogeo de actividad, alrededor de 1942, llegó a tener 491 empleados directos, y más de 800 indirectos.  
Junto a ella se construyó un barrio para los empleados y directivos de la fábrica, con sus propias escuelas, capilla, campo de fútbol, economáto y otros servicios. En la actualidad, en parte de sus antiguas instalaciones de la Azucarera, se encuentra instalada una fábrica de fertilizantes. 

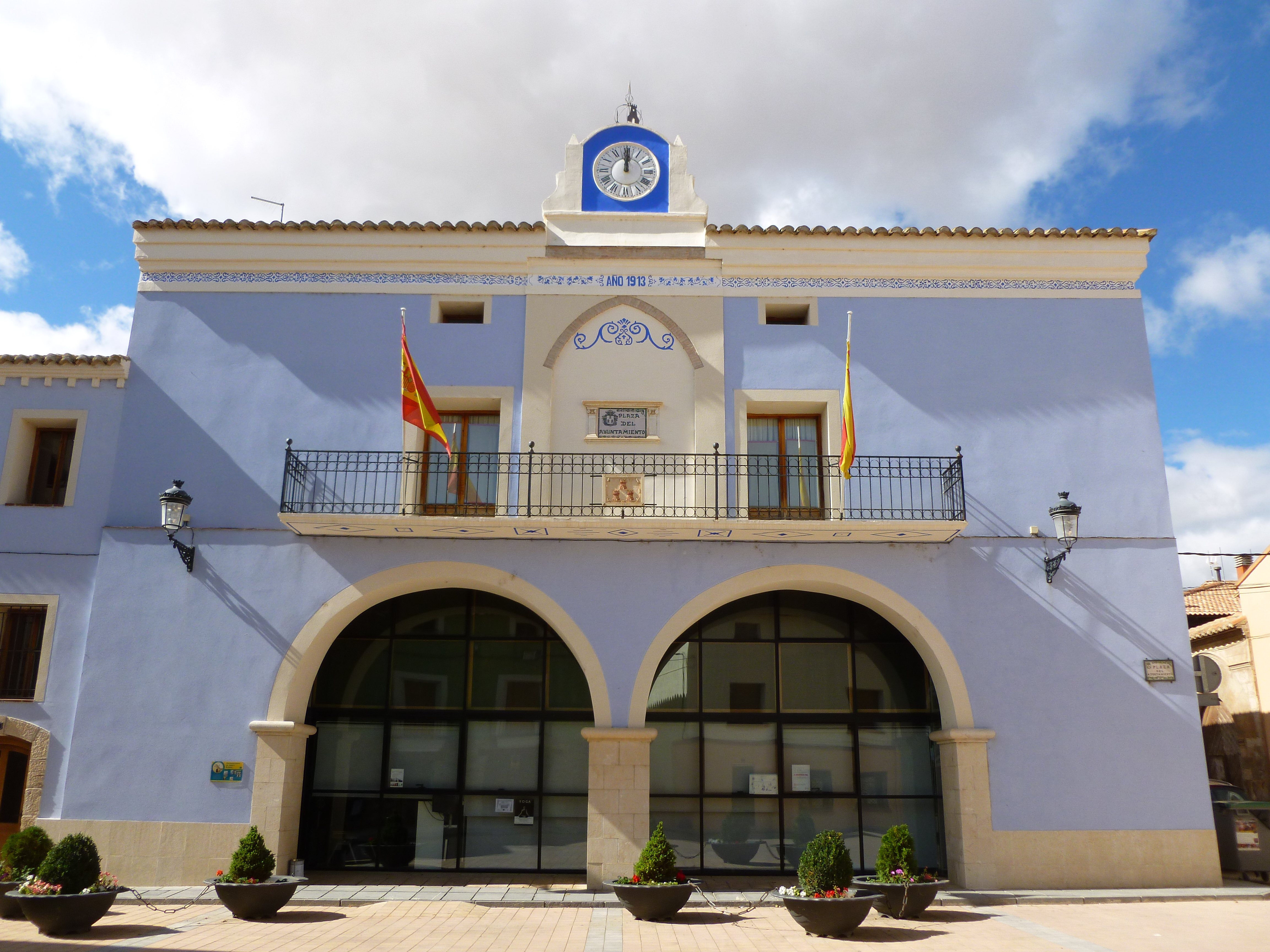
Casa Consistorial. Ayuntamiento

### El Ayuntamiento. Casa Consistorial.
La Casa Consistorial del Ayuntamiento de Santa Eulalia del Campo es un edificio del año 1913 se tiene que destacar su pequeña torre con reloj que marca el ritmo de los habitantes de la localidad. Las arcadas que coronan su fachada , hoy acristaladas y usadas como oficinas municipales, antaño eran abiertas y daban acceso al "trinquete" o frontón cubierto en el que se podía jugar a pelota a mano, y a otros juegos tradicionales aragoneses. 
El edificio sufrió una profunda reforma en 1996, incorporando entre otras funcionalidades, todas aquellas que son necesarias para facilitar el acceso para personas con discapacidad. Se instaló un ascensor para el acceso a las distintas plantas y se modernizaron todos los espacios de oficinas. A su lado, las fachadas modernistas, dan un toque de color a la sobriedad del casco urbano.

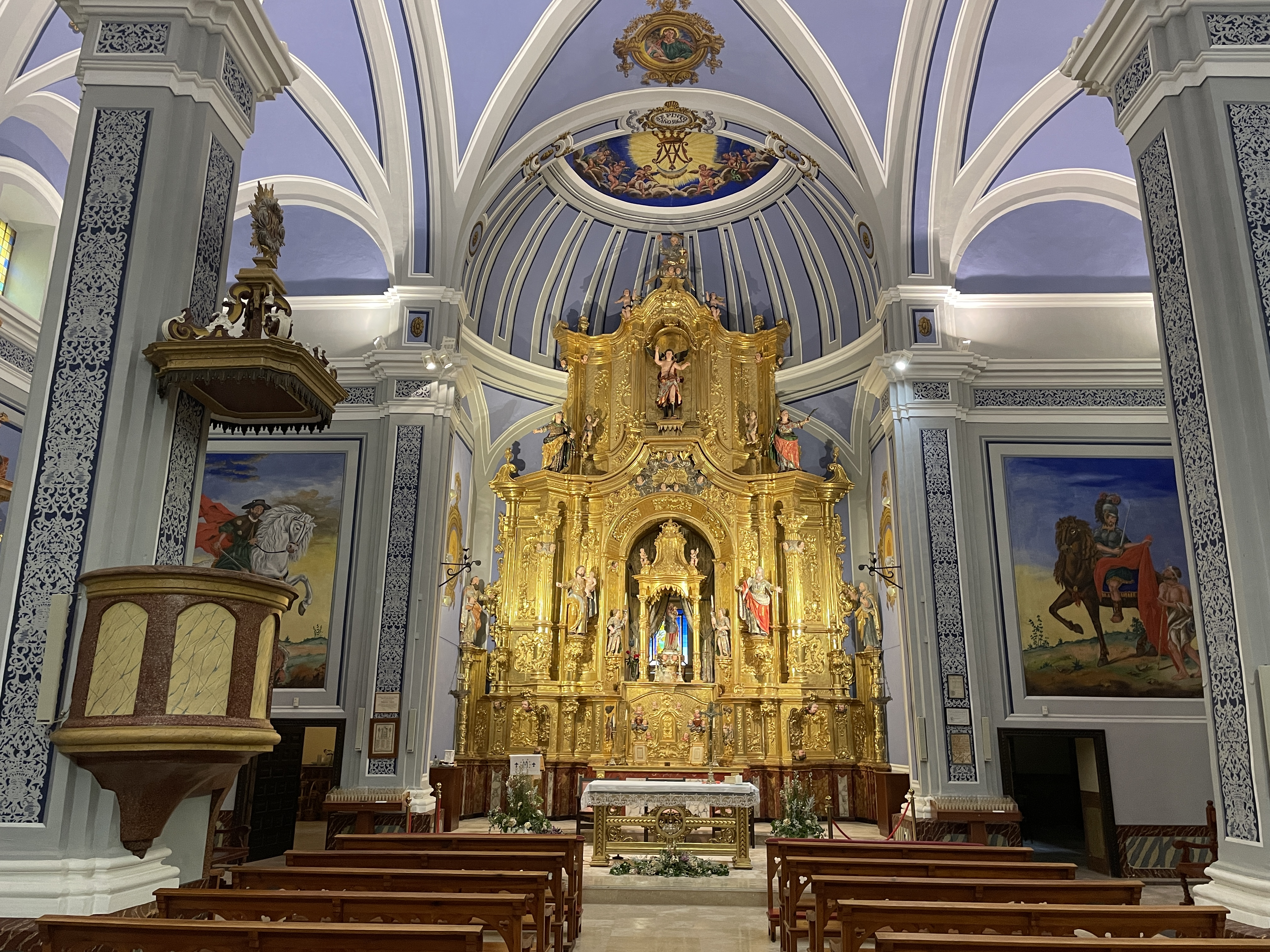
Ermita de la Virgen del Molino

### Ermita de la Virgen del Molino
A unos 5 km de la localidad, se encuentra la ermita de la Virgen del Molino. Fue terminada en 1772 sobre una anterior construcción del siglo XIII, de dimensiones mucho más reducidas. Realizada con muros de mampostería. 
Consta de tres naves cubiertas con bóveda de medio cañón con lunetas en la central, mientras que las laterales presentan bóvedas de arista. Su decoración pictórica, recientemente restaurada, data de 1864.

El altar mayor es de estilo barroco, con imágenes de madera de 1722, y en el centro la Virgen del Molino. De estilo neoclásico y originales del siglo XIX, son los altares dedicados a Santa Eulalia y al Calvario. Muy importante es el Camarín de la Virgen, situado tras el altar mayor, con azulejos de 1790 que representan una escena del Libro de Judit.

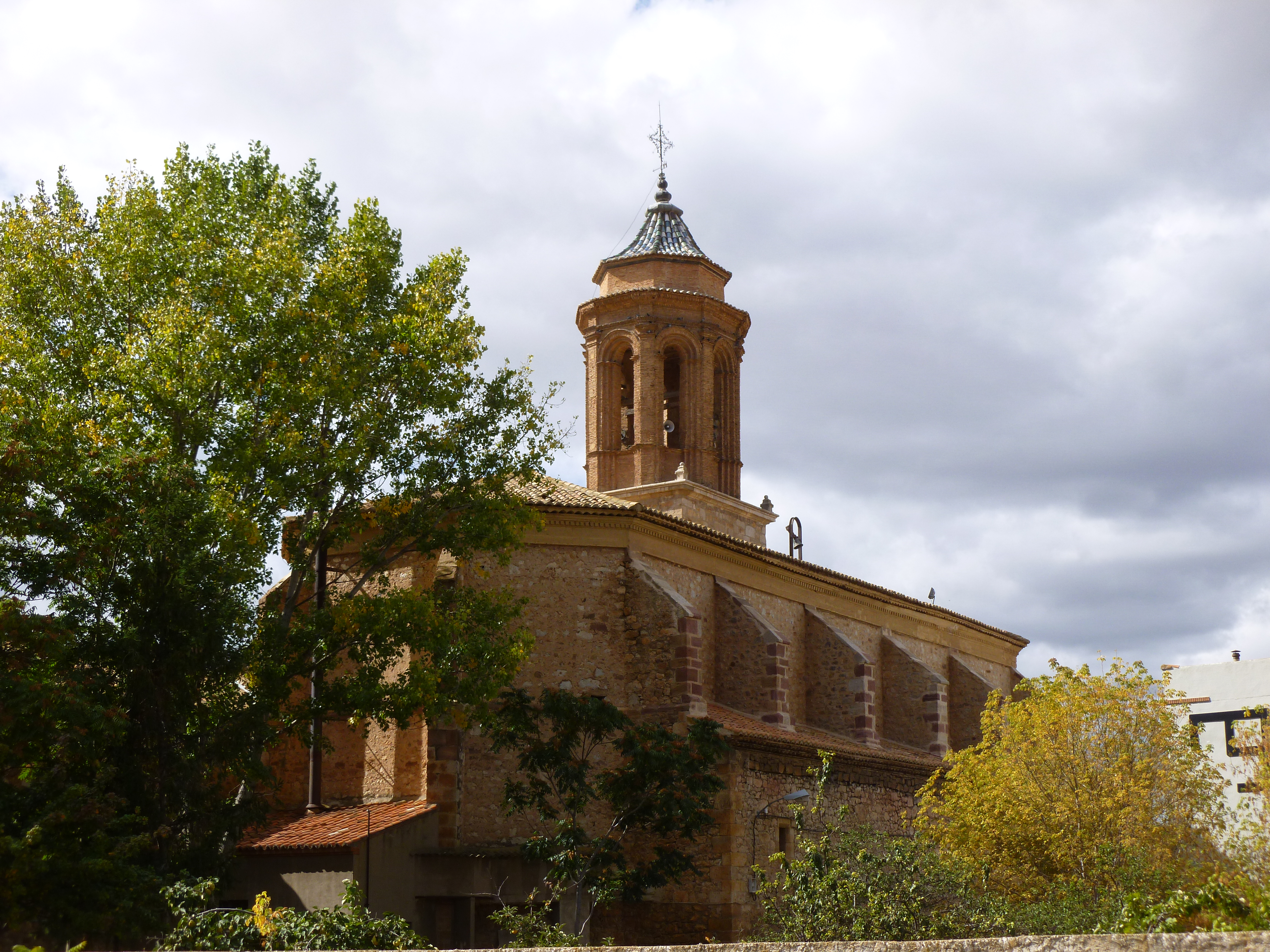
Iglesia parroquial de la Inmaculada

### Iglesia parroquial de la Inmaculada
La construcción de la iglesia parroquial de la Inmaculada está vinculada a la figura del arquitecto Pierres Bedel, que intervino en ella hacia 1560.
Consta de una amplia nave con testero semihexagonal, cubierta con bóveda de crucería estrellada. La portada es renacentista y se cree que es del taller que realizó la cruz terminal y el retablo de San Juan. Cuenta además con un coro alto a los pies. 
En la capilla de la izquierda, dedicada a la Virgen del Pilar, fue enterrado Isidoro de Antillón y Marzo.
En el ángulo suroccidental, se levanta, majestuosa, la torre. Consta de tres cuerpos, los dos primeros de planta cuadrada y realizados en mampostería y el último de planta octogonal y realizado en ladrillo. Se remata con un chapitel de teja vidriada.
La Iglesia de la Inmaculada de Santa Eulalia del Campo, fue declarada Monumento Histórico-Artístico por el Gobierno de España en 1982, y Bien de Interés Cultural (BIC) en 2004 por el Gobierno de Aragón. 

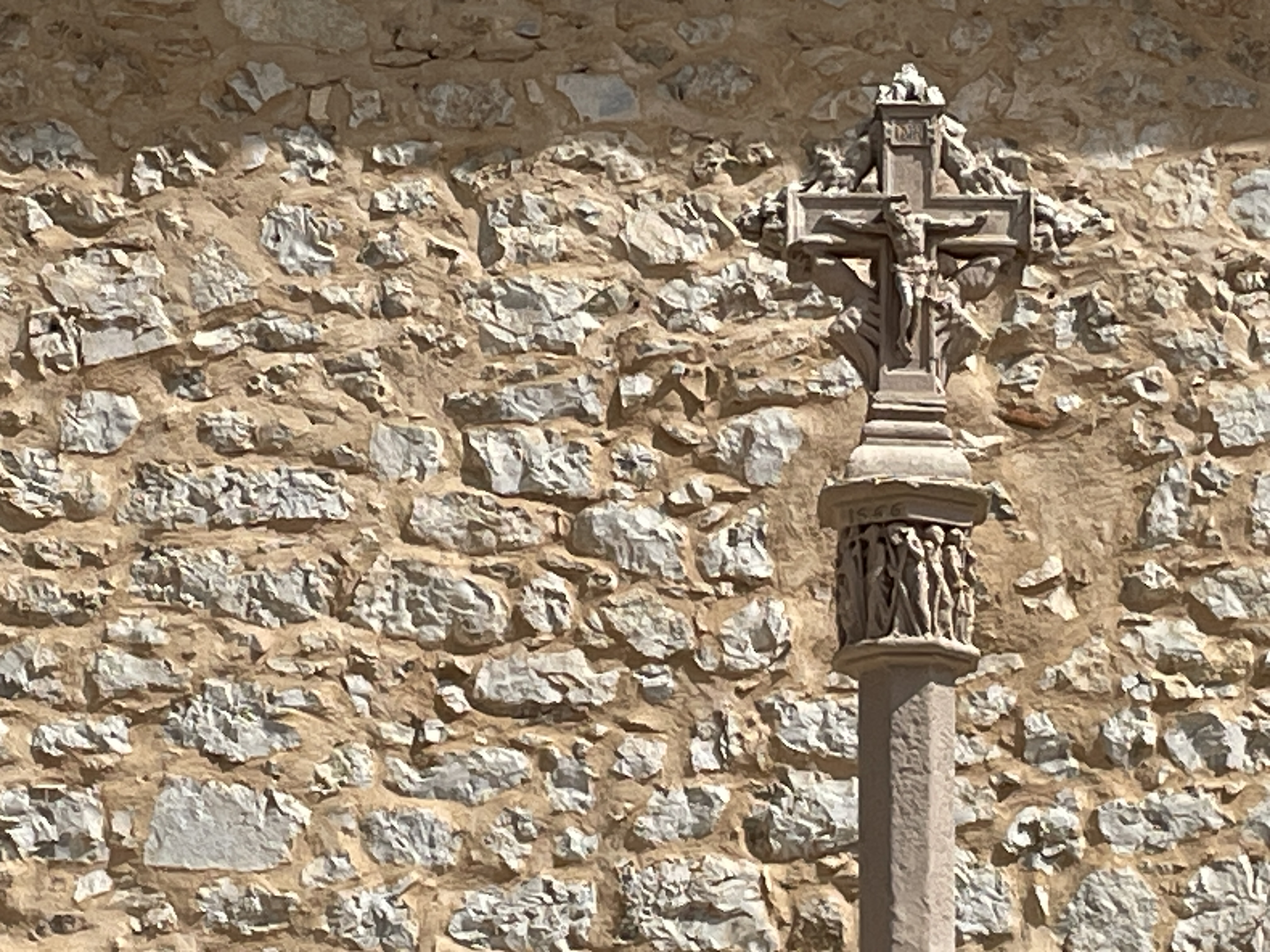
Crucero de Santa Eulalia

### Crucero de Santa Eulalia
En la fachada principal de la iglesia de la Inmaculada, se encuentra el crucero de Santa Eulalia. Este crucero es una obra con un gran interés histórico-artístico. En el remate del capitel consta la fecha de 1566, que coincide con la fecha aproximada de finalización de la iglesia.
El fuste, octogonal, contrasta por su sobriedad con el capitel y la cruz, ambos muy ornamentados. En el capitel aparecen múltiples santos, no identificados. En el frente de la cruz hay una imagen de Cristo crucificado de gran realismo. Al igual que la Iglesia de la Inmaculada, el crucero cuenta con la protección de bien de interés cultural desde 2004.

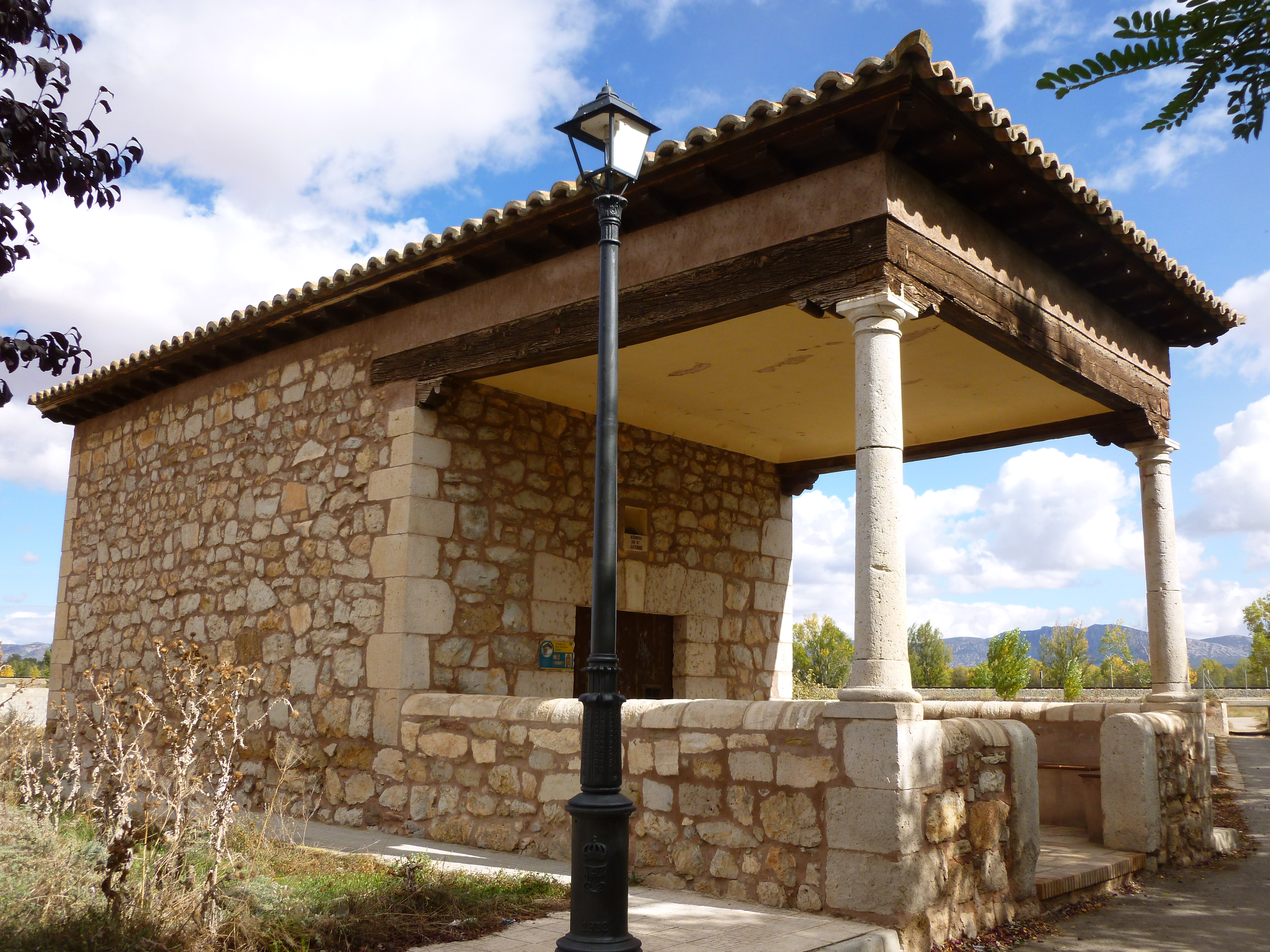
Ermita de San Antonio Abad. Más conocida como ermita de San Antón

### Ermita de San Antonio Abad
La ermita de San Antonio Abad que es de mampostería con lunetos; tal vez se trate de una obra del siglo XVII. Cubierta a tres aguas. Guarda retablito dieciochesco, en el que hay una bella imagen de la Virgen del Rosario y otra de San Roque. 
Dispone su entrada en atrio, con antepecho y columnas dóricas, entablamento liso y alero prominente. Además, la puerta de ingreso tiene dintel de cantería. En Santa Eulalia se le conoce popularmente como la Ermita de San Antón.
El día que se celebra San Antonio, esta Ermita se abre al público y en ella se celebra una misa en la que participan numerosos fieles de la localidad. Es también frecuente durante todo el año, personas postradas frente a su puerta, orando a San Antón.

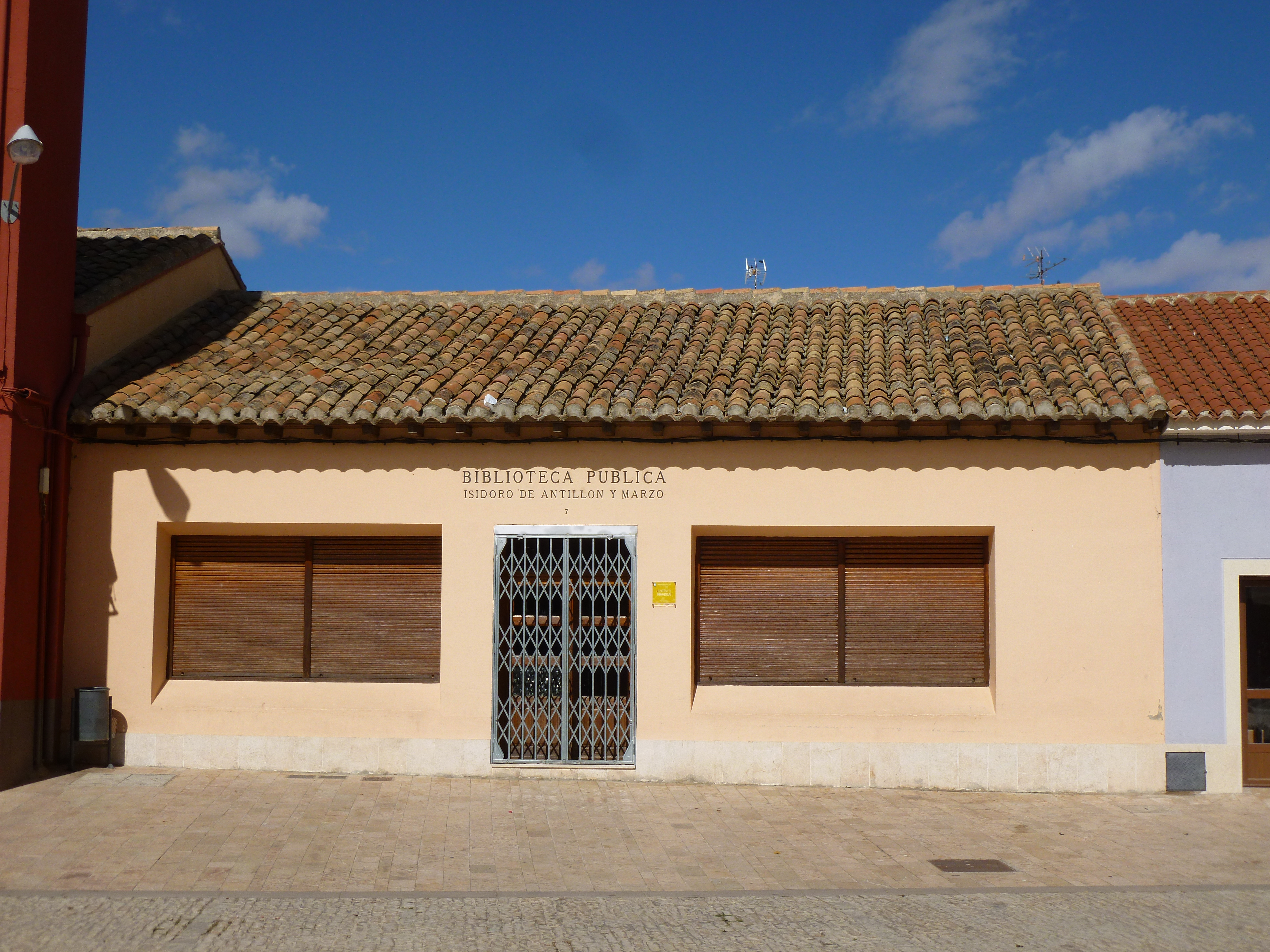
Biblioteca Pública Municipal Isidoro de Antillón y Marzo

### Biblioteca pública municipal Isidoro de Antillón y Marzo
La biblioteca pública municipal Isidoro de Antillón y Marzo se encuentra en la plaza del mismo nombre. Ubicada en el edificio del antiguo horno municipal, fue inaugurada el 20 de abril de 1999, tras sufrir una importante reforma. 
Dentro de sus instalaciones se encuentra alojado también el archivo municipal de Santa Eulalia. Presidiendo este espacio se encuentra un lienzo con el retrato de Isidoro de Antillón, obra del artista local Miguel Ángel Rodríguez.
Las instalaciones de la biblioteca cuentan también con varios equipos informáticos con conexión a Internet, y con distintos aplicactivos de ofimática, a modo de "cibercentro", a disposición de todos los usuarios, así como conexión WiFi a Internet en Banda Ancha gratuita, con cobertura dentro de la biblioteca y en buena parte de la Plaza de Isidoro de Antillón y Marzo.

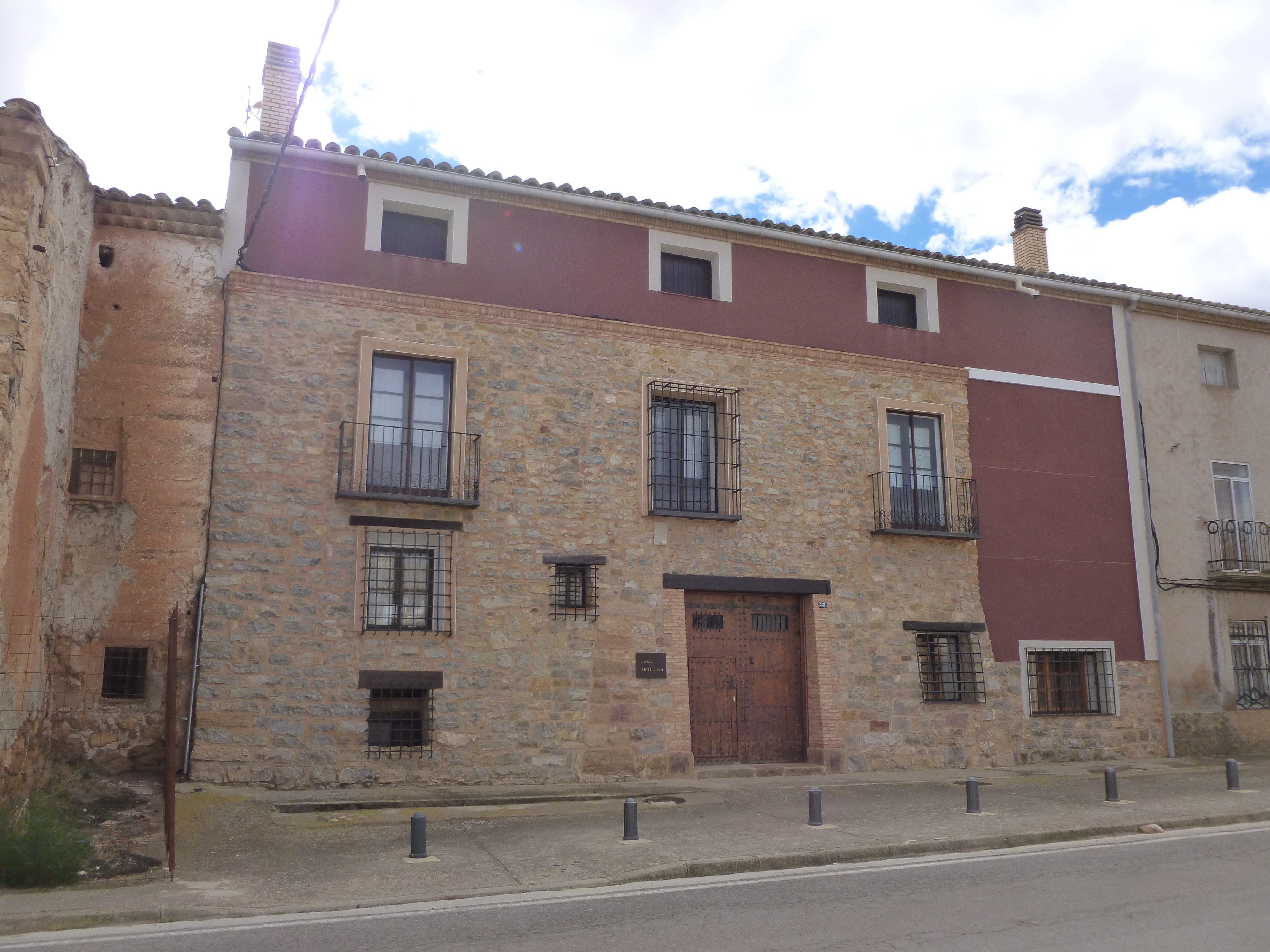
Casa Palacio de los Antillón

### Casa Palacio de Antillón
Entre las muchas casonas nobiliarias que pueblan la localidad,  destaca la Casa Palacio de Antillón. En ella nació Isidoro de Antillón y Marzo, prestigioso político, doctor en Derecho y experto geógrafo, el 15 de mayo de 1778. Sus restos mortales se encuentran en la iglesia de la Inmaculada, situada a escasos metros de esta casa-palacio. 
Actualmente esta edificación es de uso privado, y no puede visitarse en su interior, pero si son visibles su fachada y el escudo nobiliario, que se encuentra en la entrada posterior de la vivienda, que da acceso a lo que fueron las antiguas cabllerizas de la casa.

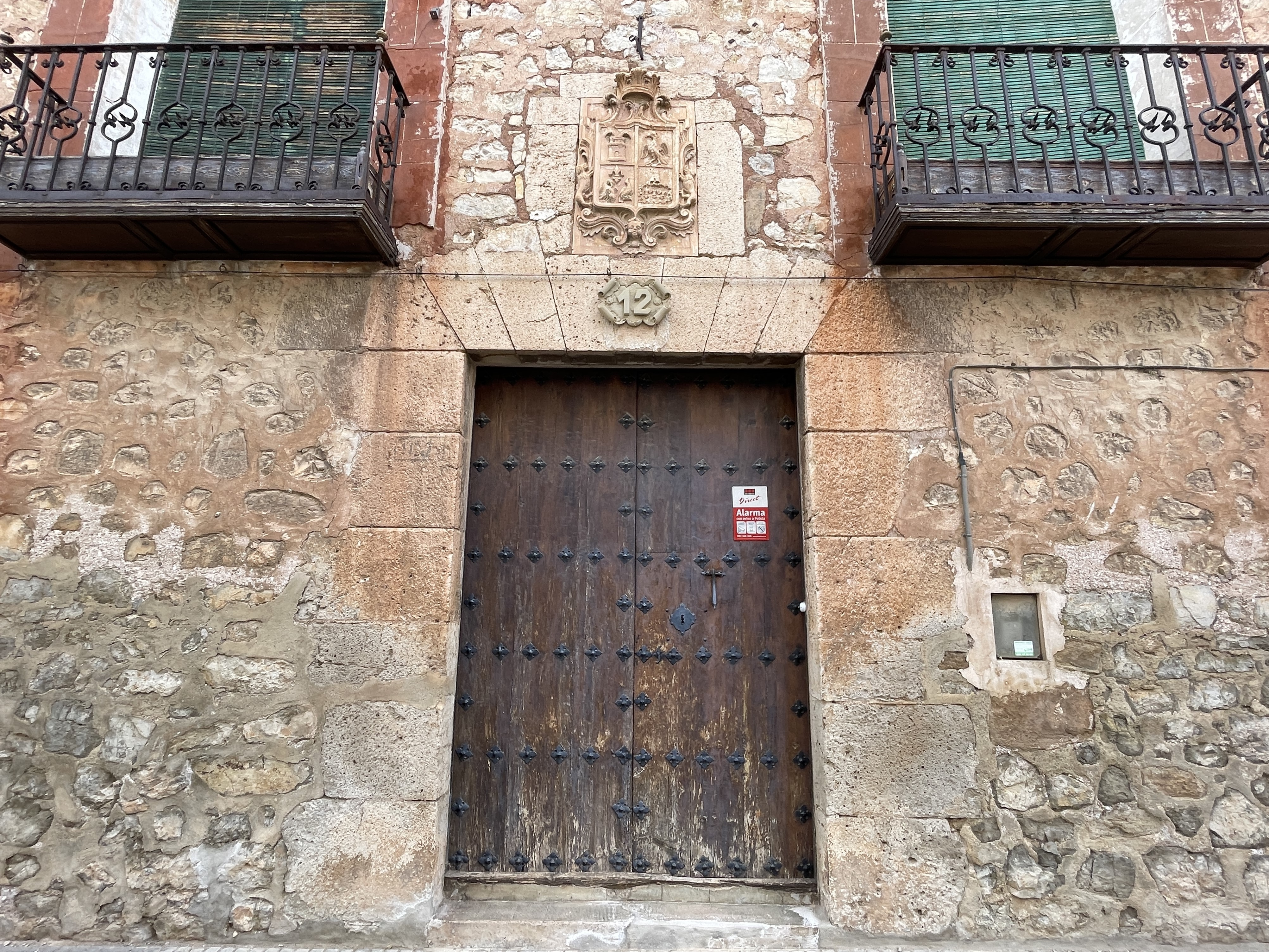
Casa-palacio de la familia Fuertes de Gilbert

### Casa Palacio de la familia Fuertes de Gilbert
La casa-palacio de la familia Fuertes Gilbert está situada en la calle Jacinto Sarrasí, en otros tiempos, Calle de Ricos Hombres. Es la Casa más importante de Santa Eulalia, y fue construida en el siglo XVI. 
Perteneció a la familia de la nobleza española Fuertes de Gilbert, y destacan de ella su escudo nobiliario situado sobre la puerta principal, y su decoración. En su interior alberga una importante pinacoteca y una gran biblioteca. 
Cuenta la leyenda que en esta casa, siempre había preparada una habitación para el rey, y que estuvo alojado en ella en varias ocasiones. Actualmente no está abierta al público, y es de uso exclusivamente privado de la familia propietaria.

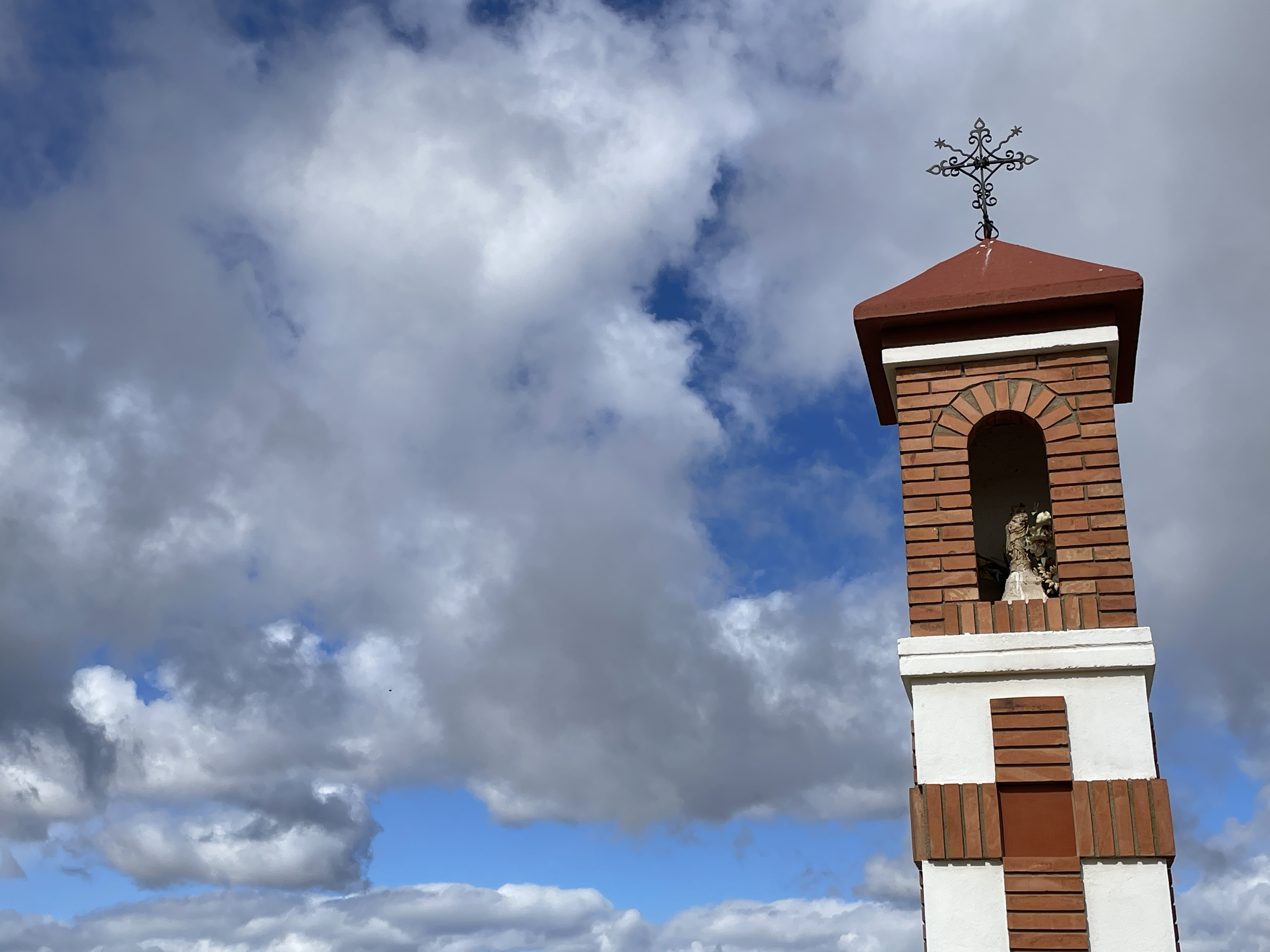
Peirón de la Virgen del Pilar

### Peirón de la Virgen del Pilar
El peirón de la Virgen del Pilar se encuentra a las afueras de la localidad, en el margen derecho de la carretera A-1511 que une Santa Eulalia con la sierra de Albarracín, a su paso por las localidades de Pozondón, Bronchales y Orihuela del Tremedal.
En Aragón, como en otras comunidades autónomas españolas, se denomina peirón o pairón a las conocidas comúnmente como cruces de término o humilladeros. 
El peirón de Santa Eulalia está dedicado a la Virgen del Pilar, patrona de Aragón y de la Hispanidad. Su construcción es de los años 1990, aunque existió otro anterior en el mismo lugar, del cual no queda ningún resto.
Otros peirones que existían en la localidad, desaparecieron con la construcción de distintos servicios públicos.

## Fiestas y celebraciones

### Fiestas patronales

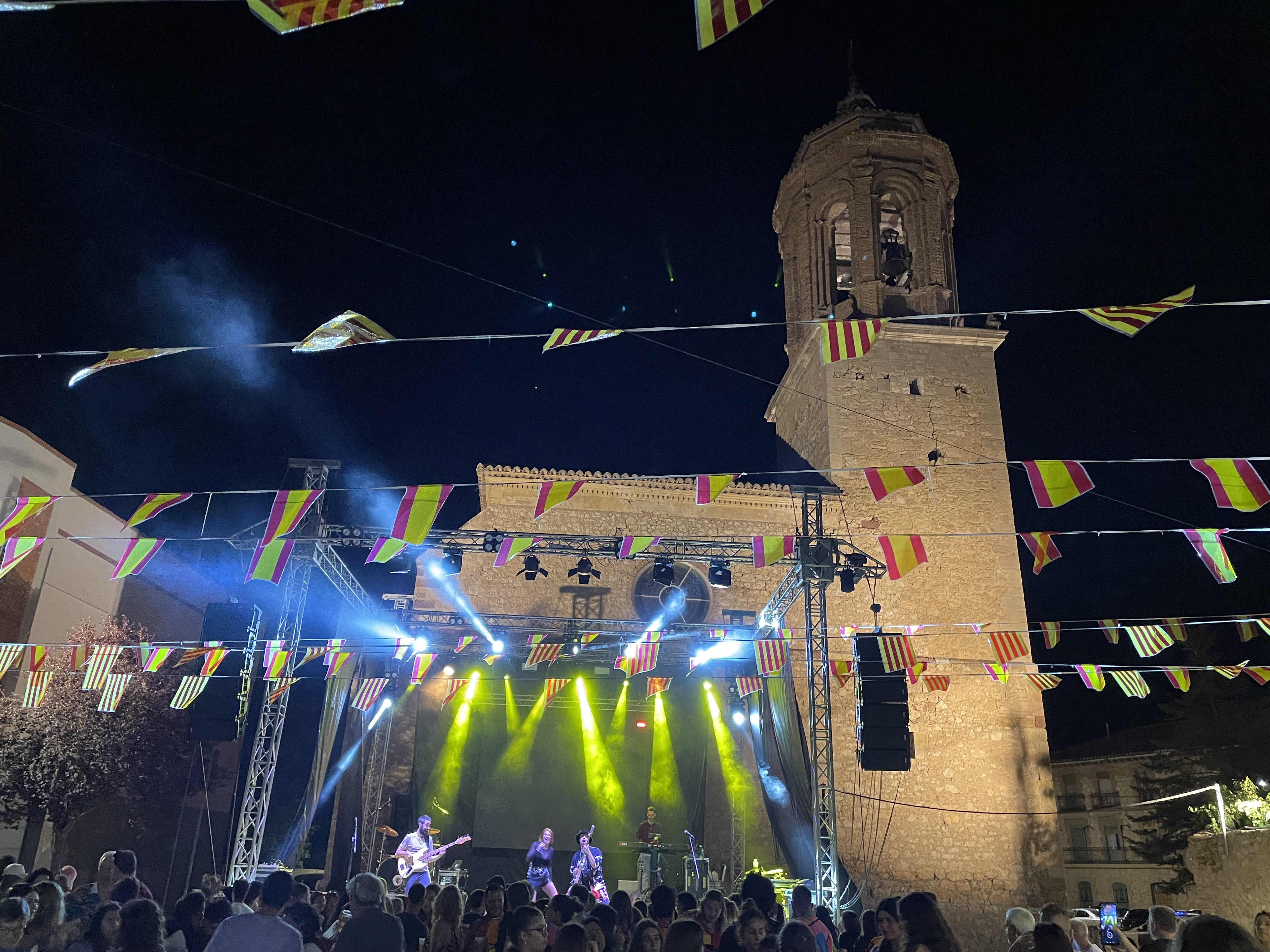
Multitudinaria verbena en la Plaza de Antillón. Iglesia de la Inmaculada al fondo. Fiestas patronales de Santa Eulalia del Campo. Agosto de 2023

Las fiestas patronales se celebran en la segunda quincena de agosto, en honor a la Virgen del Molino. Durante estos días, todos los visitantes, pueden disfrutar de verbenas al aire libre, festival de jotas, exposiciones y diversos eventos culturales. En la Plaza de Toros de la localidad se programan varios espectáculos taurinos durante estos días, entre los que destacan una corrida de toros con picadores, y la muy apreciada Corrida de Rejones. Todos los años es esperada la exhibición de recortadores. Además todas las mañanas se realizan encierros, y por las tardes la suelta de vaquillas en la Plaza de Toros.
Las fiestas comienzan con el pregón desde el balcón del Ayuntamiento y tradicional Quema de la Carrasca con reparto de vino y cacahuetes. Y acaban con la reunión de todo el pueblo en los alrededores de la Ermita la Virgen del Molino para degustar a ritmo de charanga y aire festivo de un buen guisado de toro de lidia con una ancestral receta, que pasa de generación en generación . 
Ya por la noche, un bello castillo de fuegos artificiales inunda de color el cielo de Santa Eulalia del Campo para poner broche a cinco días de fiestas

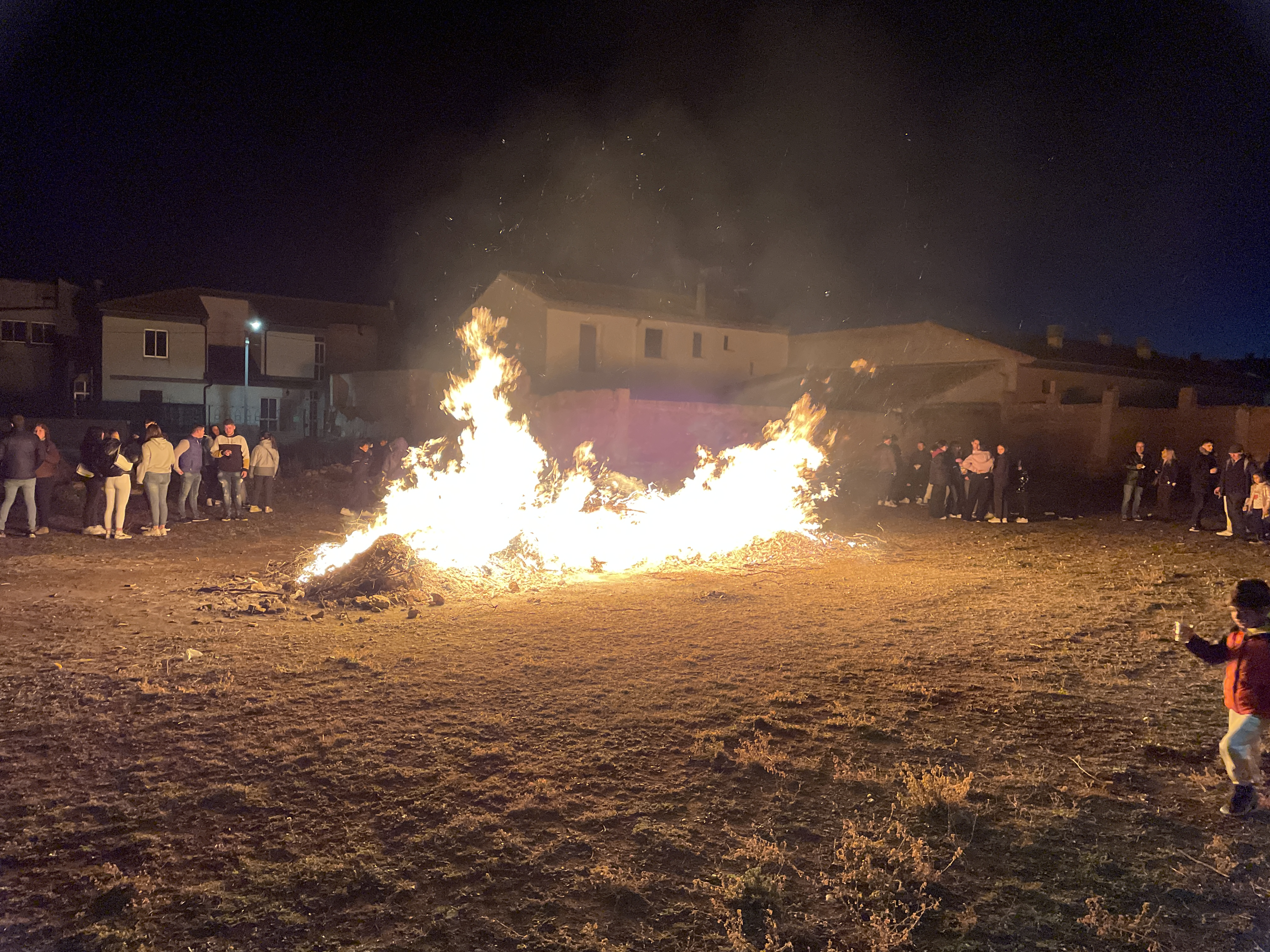
Quema de la Carrasca en las fiestas de la Santa. Febrero de 2023

### Fiestas de la Santa o"Fiestas Pequeñas"
Las otras fiestas que tiene Santa Eulalia son popularmente conocidas como las Fiestas de la Santa por ser éstas en honor a su patrona, Santa Eulalia, cuyo nombre significa "la bienhablada", por elocuente. Fue una niña mártir del siglo IV que nació en los alrededores de Barcelona. Estas fiestas se celebran alrededor del 12 de febrero (día de Santa Eulalia), y en ellas puede disfrutarse de verbenas populares, quema de la carrasca, concurso de guiñote y festival de jota.
Desde hace ya unos años se ha convertido en tradición que los integrantes de la corporación municipal, repartan a todos los vecinos bocadillos de longaniza asada y vino durante la quema de la carrasca. 
Una buena forma de sobrellevar el frío que suele hacer en Santa Eulalia durante el mes de febrero.

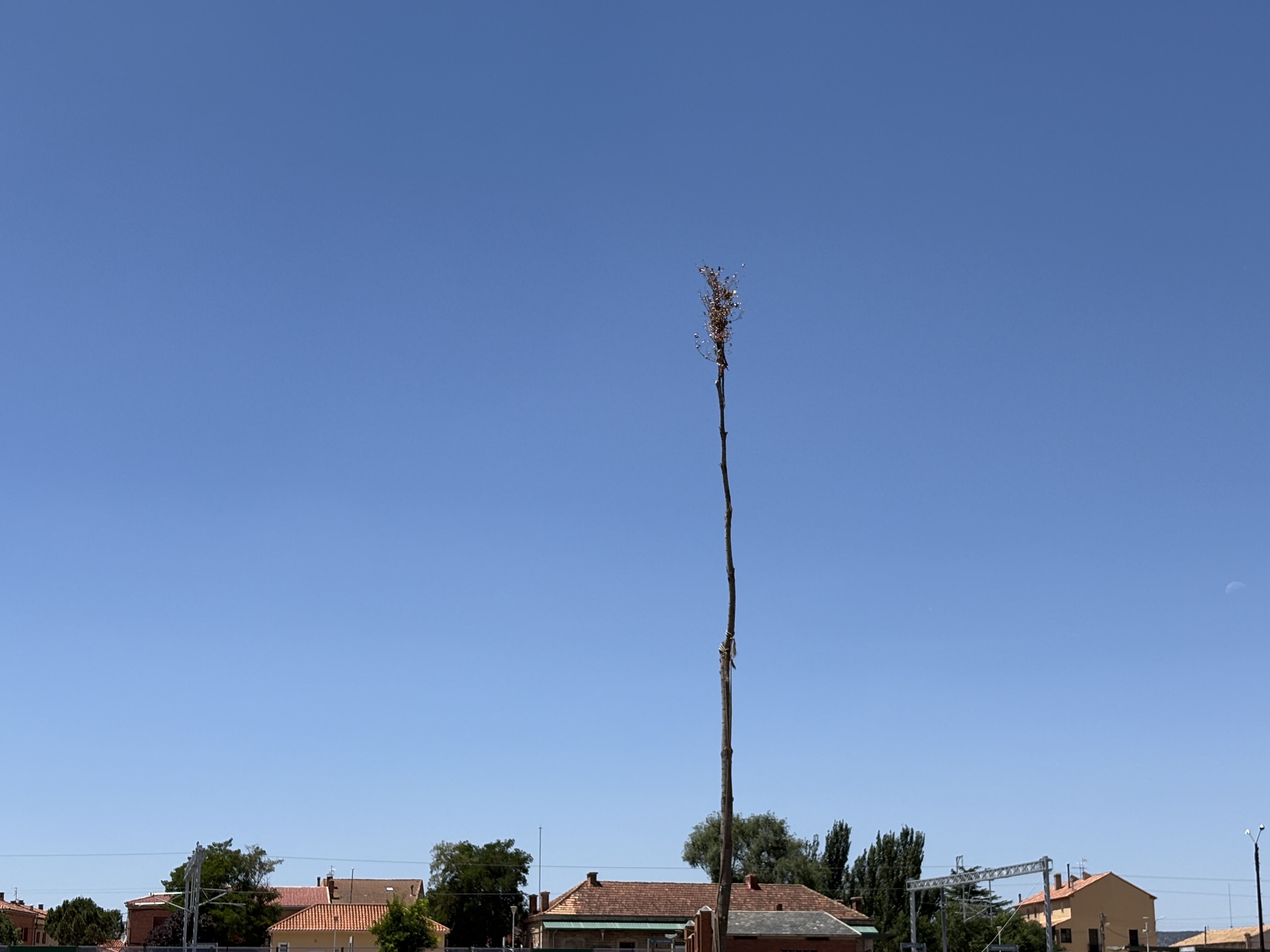
Enramada de los Quintos 2025

### Fiesta de los Quintos
También existe una tradición conocida como Fiesta de los Quintos y que consiste en la colocación de la enramada por los "quintos". Estos eran los que iban a ir al servicio militar obligatorio ese año (conocido coloquialmente como "la mili"). Los quintos se encargaban de ir al monte, cortar un árbol y plantarlo luego en la plaza del pueblo.
Esta tradición se sigue manteniendo aunque en ocasiones, se ven obligados a juntarse varias quintas para poder plantar el árbol.
La plantación del árbol es en San Juan y se retira de la plaza del pueblo el día de San Pedro. 
Los quintos hacen una rifa en la que se sortea el árbol plantado para sacar dinero y festejar esa noche la plantada del árbol.

### Semana Santa
De destacar son también los actos que se celebran durante la Semana Santa en la localidad. La Cofradía y Hermandad de la Sangre de Cristo y de la Misericordia realiza numerosas procesiones, actos y representaciones durante la Semana Santa, pero quizás lo más destacado sea la del Abajamiento o descendimiento del Cristo Crucificado para trasladarlo posteriormente al féretro, que por la noche saldrá en la Procesión del Viernes Santo. Son decenas de personas de todo el publo las que participan en estas respresentaciones y que se realizan por toda la localidad. 
Esta Cofradía y Hermandad cuenta a su vez con una sección de Tambores y Bombos, que en todo momento acompañan a las procesiones, y que el Sábado Santo por la noche, rompe la hora en la Plaza del Ayuntamiento.

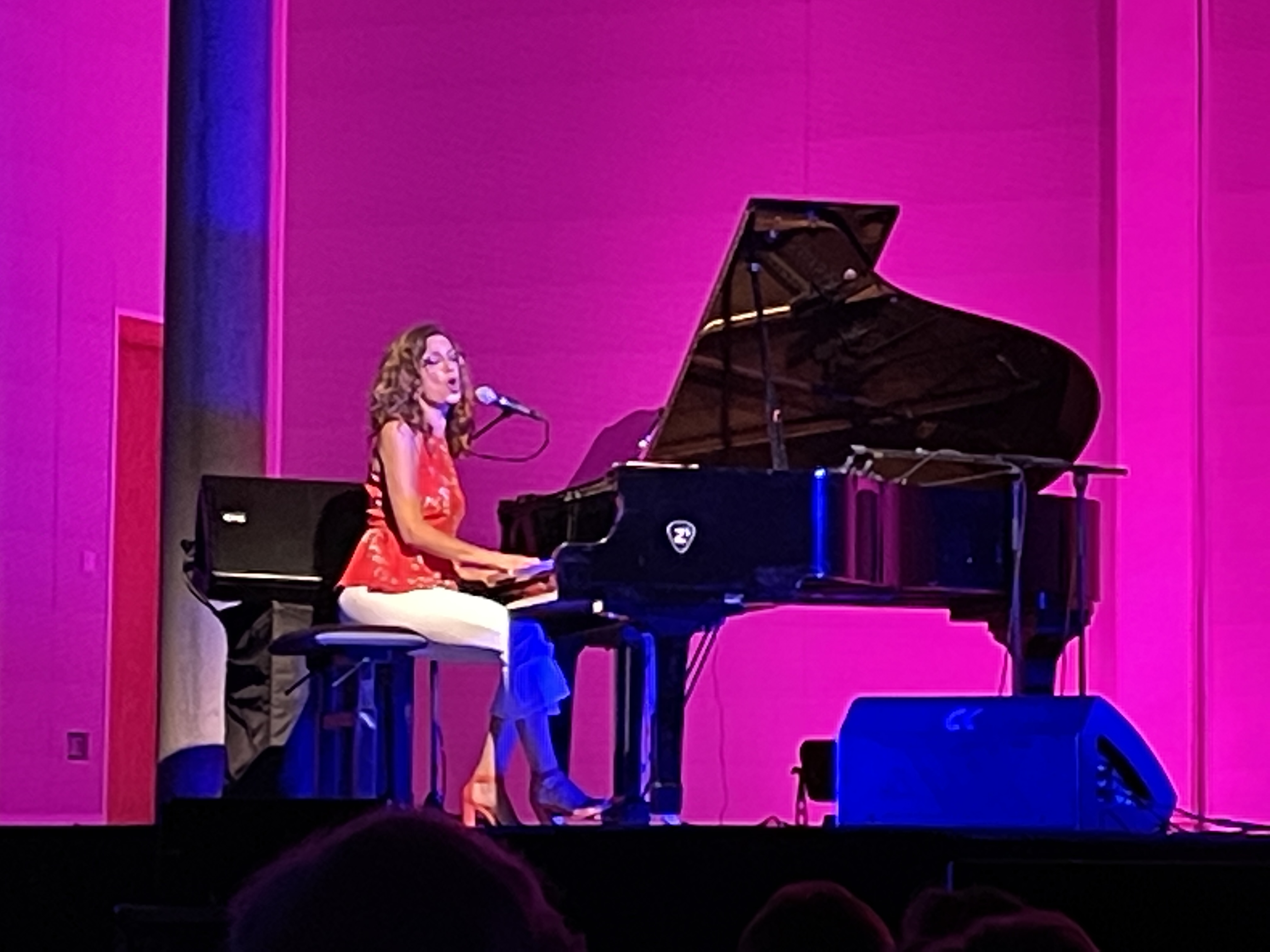
Concierto de Carmen París en la Semana Cultural de Santa Eulalia del Campo. Agosto 2022

### Semana Cultural
Diferentes y variados actos son los que amenizan a la localidad durante la Semana Cultural que se viene celebrando todos los años la semana anterior a las fiestas patronales de agosto en honor a la Virgen del Molino. El Ayuntamiento de Santa Eulalia y su Comisión de Cultura, en colaboración con otras instituciones de la provincia de Teruel y de la comunidad autónoma de Aragón, preparan cada año esta cita cultural.
A lo largo de esta semana, se ofrece la posibilidad a toda la población de disfrutar de un intenso y selecto programa de actos culturales de todo tipo, que incluye conciertos de distintos géneros musicales, cine, teatro, conferencias, talleres, exposiciones, y un largo etcétera. 

Durante esta semana, siempre programada en periodo estival, todos los habitantes de la localidad, así como todos sus visitantes, salen a la calle y a los distintos escenarios de la localidad para disfrutar de la una oferta cultural, variada y orientada a todos lo públicos y edades. Santa Eulalia del Cmpo se convierte en un gran escenario, ventana hacia todo tipo de artes.

### Feria del Caballo de Silla
En Santa Eulalia siempre ha habido una gran pasión por la cultura del caballo. Desde 2016 se viene celebrando la Feria del Caballo de Silla, que durante varios días de la segunda quincena de septiembre, congrega a cientos de caballistas de toda España en la localidad. Durante estos días se programan innumerables actos alrededor del mundo del caballo.
Esta feria comienza con un encierro a caballo de reses bravas por el Monte de Cirogrillos, que acaba en la plaza de toros de Santa Eulalia. Se exhiben caballos de todo tipo, especialmente sementales, y se puede asistir a varios espectáculos ecuestres. La Feria finaliza con una comida popular en el Parque de la Virgen del Molino, hasta donde se va desde el pueblo en romería con caballos y coches tirados por caballos. Antes de la comida, misa rociera en la ermita de la Virgen del Molino.

## Turismo
Santa Eulalia del Campo atesora numerosos e interesantes atractivos turísticos dentro de su término municipal, tanto de carácter artístico, como cultural, deportivo o histórico, pero si por algo destaca esta localidad, es por ser una verdadera “base logística” a donde llegar fácilmente, aprovisionarse, regresar y descansar de las numerosas excursiones diarias, a innumerables lugares de alto valor turístico, cultural, deportivo e histórico que se encuentran muy próximas a la localidad. Todos ellos se encuentran dentro de un radio de alrededor de 30 kilómetros, y perfectamente comunicados por todos los medios, lo que los hace accesibles en casi todos los casos andando, en bicicleta, a caballo o en coche.

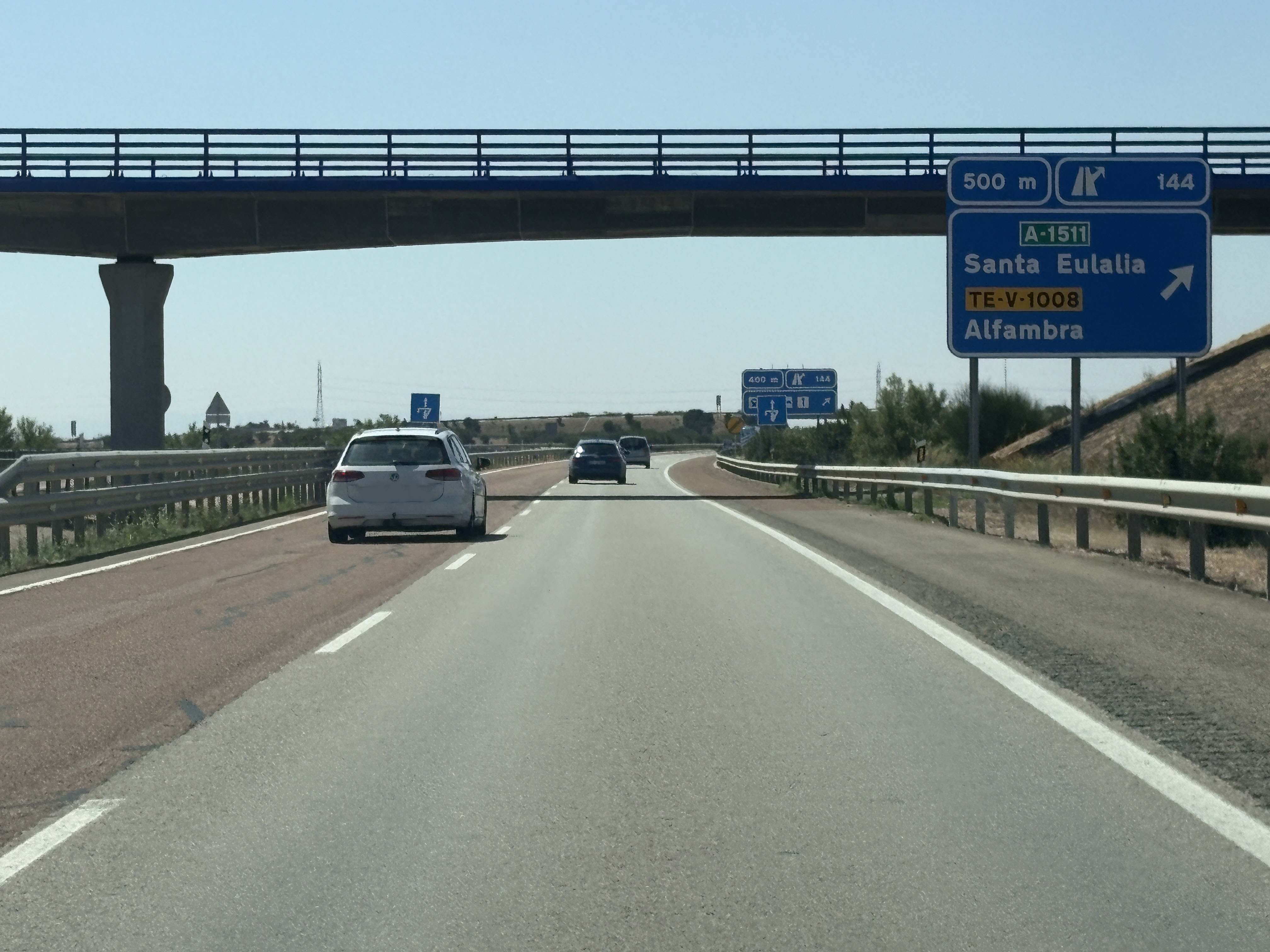
Salida 144 a Santa Eulalia desde la Autovía Mudejar A-23

### Fácil de llegar y de regresar.
A Santa Eulalia del Campo dispone de unas comunicaciones privilegiadas en su entorno. Se puede llegar en coche a través de la Autovía Mudejar A-23, de la carretera nacional N-234 y de otras vías regionales, provinciales y locales. También se puede llegar en tren a la estación de ferrocarril de ADIF situada en el centro de la localidad, operada por RENFE con trenes de Media Distancia. Estos trenes permiten viajar a los usuarios con su propia bicicleta. Además, la estación de ferrocarril de Santa Eulalia dispone de aparcamiento público y gratuito donde estacionar los vehículos de los visitantes hasta su regreso al finalizar las distintas rutas posibles que parten de la localidad. 
En Santa Eulalia también podemos encontrar paradas de autobús de las principales líneas nacionales y regionales de autobús que operan en la zona. El municipio cuenta con servicio de Taxi.

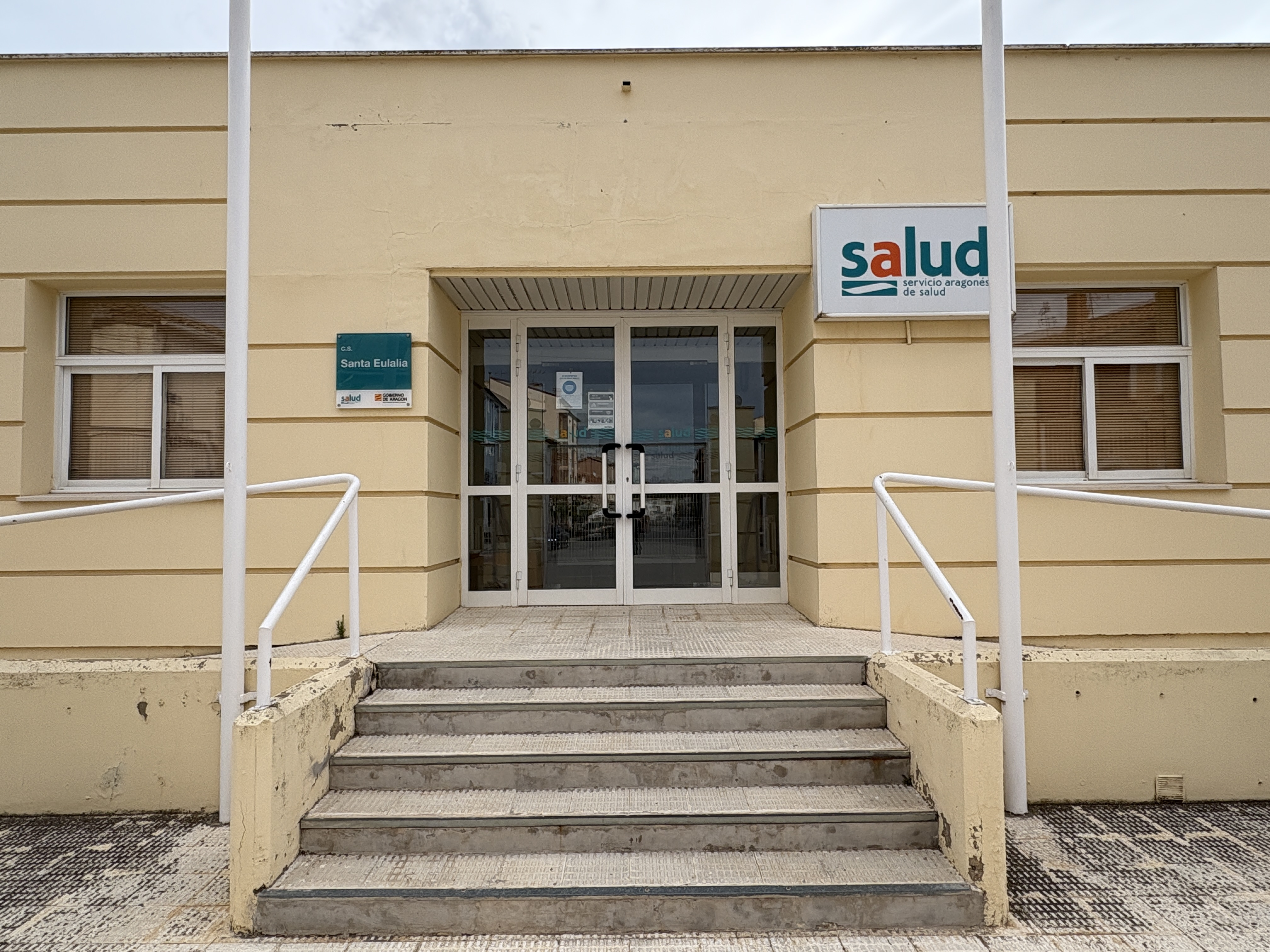
Centro de Salud de Santa Eulalia

### Base logística y de aprovisionamiento.
Santa Eulalia del Campo destaca entre los municipios de su entorno más próximo por contar con un amplio catálogo de servicios, valiosos para los turistas, viajeros y peregrinos, especialmente para los amantes del turismo ecuestre, de montaña, el senderismo, y el cicloturismo. 
En esta localidad podemos encontrar estación de servicio, centro de salud, farmacia, varias entidades bancarias, todas ellas con cajeros automáticos, oficina de Correos, Cuartel de la Guardia Civil, Talleres Mecánicos, Centro Ecuestre, Panaderías, Ferreterías, Tiendas de Alimentación y Supermercados, entre otros servicios.

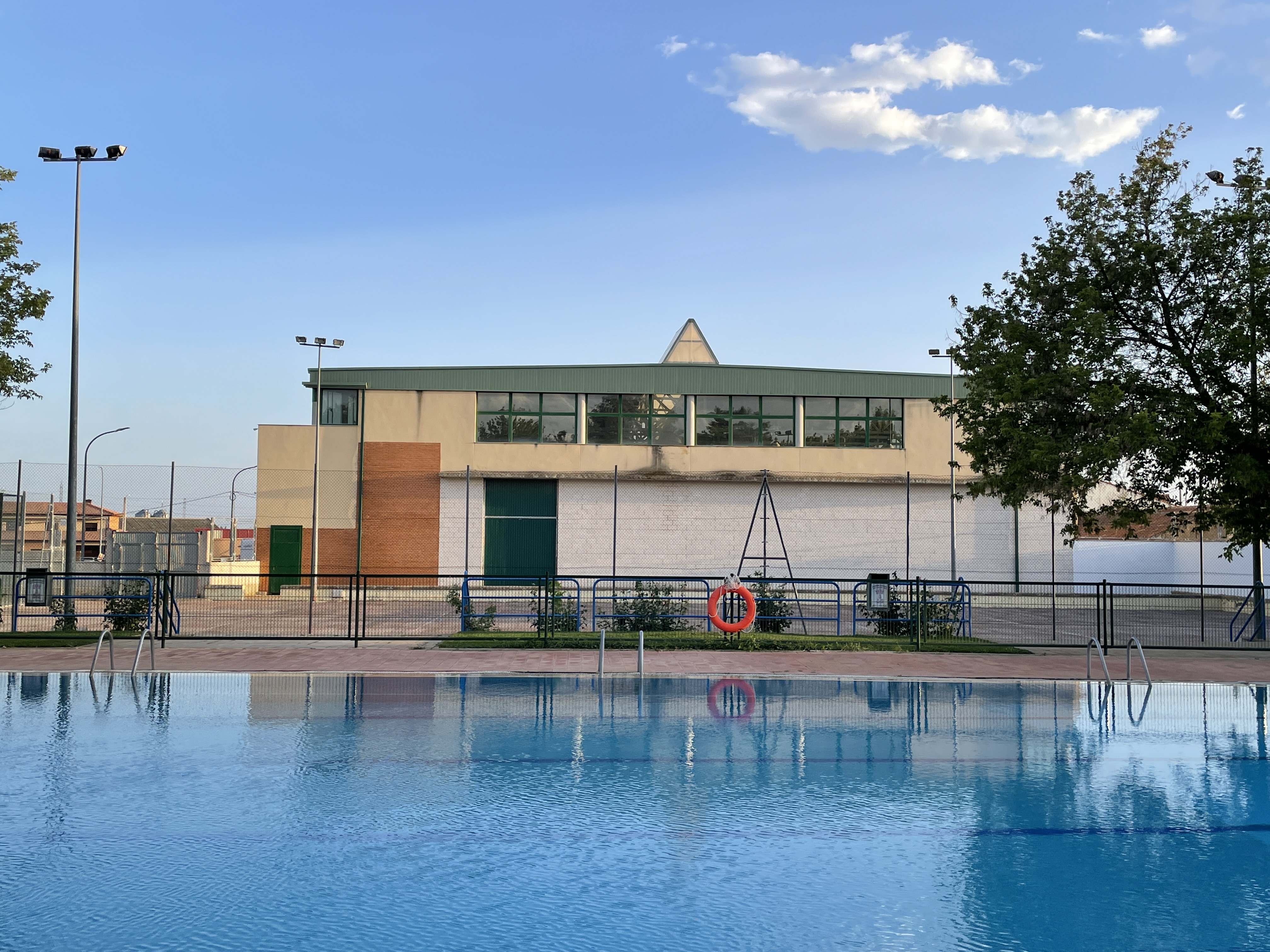
Centro Polideportivo, Piscinas y Gimnasio de Santa Eulalia

### Un lugar perfecto para descansar y recuperarse.
En Santa Eulalia existen numerosos establecimientos de hostelería y restauración (bares, restaurantes, asadores, Hostales, Casas Rurales, etc.) en los que disfrutar de la gastronomía de la zona, pernoctar y descansar. Cuenta con un completo centro polideportivo, piscinas y gimnsasio. Pero quizás lo más destacable en este capítulo, son los numerosos lugares al aire libre, remansos de paz y tranquilidad, donde descansar y disfrutar de la naturaleza. 
Lugares como el Parque Merendero de la Virgen del Molino, La Compuerta de la Azucarera en el río Jiloca, el Parque de la Fuente del Hornillo, la Antigua Estación de Sierra Menera en la Vía Verde de Ojos Negros, el Puente de la Leona, la Arboleda de Carralambra o el Parque de las Balsas, entre otros.

## Rutas Locales para conocer Santa Eulalia
La suavidad del terreno y la variedad de paisaje con el que nos encontramos, hacen de Santa Eulalia del Campo, un lugar ideal para disfrutar de largos paseos por el campo, en cualquier época del año. Leer, pasear o, incluso, disfrutar de una buena merienda en el paradisíaco entorno de la Ermita de la Virgen del Molino, llegar hasta el Pilón de Sierra Palomera(vértice geodésico) desde donde alcanzaremos una espectacular visión de los alrededores, son dos de las rutas imprescindibles. También podemos acercarnos a las antiguas instalaciones de la Fábrica Azucarera y recorrer de la mano del río Jiloca toda la vega. Otra opción es llegar a través del Puente de la Leona hasta el Refugio de Medio Monte y el Refugio del Balsete, recorriendo el Monte Cirogrillos, por la antigua Estación del Ferrocarril de Sierra Menera y regresar por el Peirón de la Virgen del Pilar situado en la carretera A-1511 que sube a la Sierra de Albarracín por Pozondón, Bronchales y Orihuela del Tremedal.
Algunas de las rutas que se recomiendan en Santa Eulalia del Campo son:

### Ruta Ermita de la Virgen del Molino
Ruta a pie, a caballo o en bicicleta

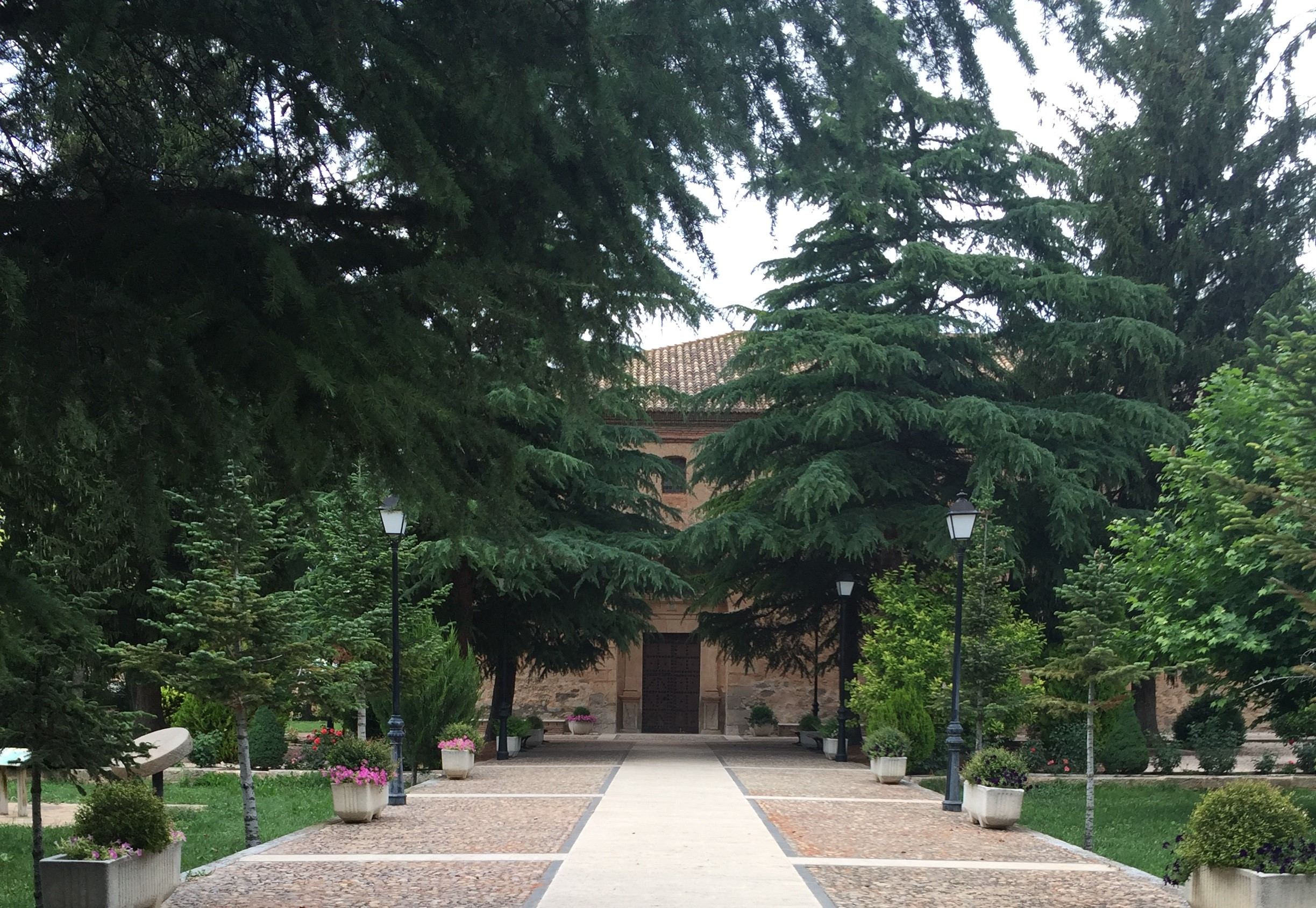
Parque y Ermita de la Virgen del Molino

La ruta propuesta tiene como destino la ermita de la Virgen del Molino, localizada a unos 4 km del casco urbano de Santa Eulalia del Campo. Aquí podemos contemplar las ruinas de la antigua Fábrica de Harinas del Molino, y en cuyos alrededores se encuentra el único gran tilo que existe en la localidad.
Lo primero que tenemos que hacer es ir dirección a la antigua Fábrica Azucarera del Jiloca de la Compañía de Industrias Agrícolas y desviarnos a la derecha justo en frente de la Casa Cuartel de la Guardia Civil, pasado el campo de fútbol municipal de la Azucarera, en el que juega habitualmente la Sociedad Deportivadel mismo nombre. La vista de la fábrica y del magnífico edificio de las Antiguas Escuelas de la Azucarera del Jiloca nos permite adivinar la importancia que tuvo la remolacha en la economía de Santa Eulalia y toda su comarca.

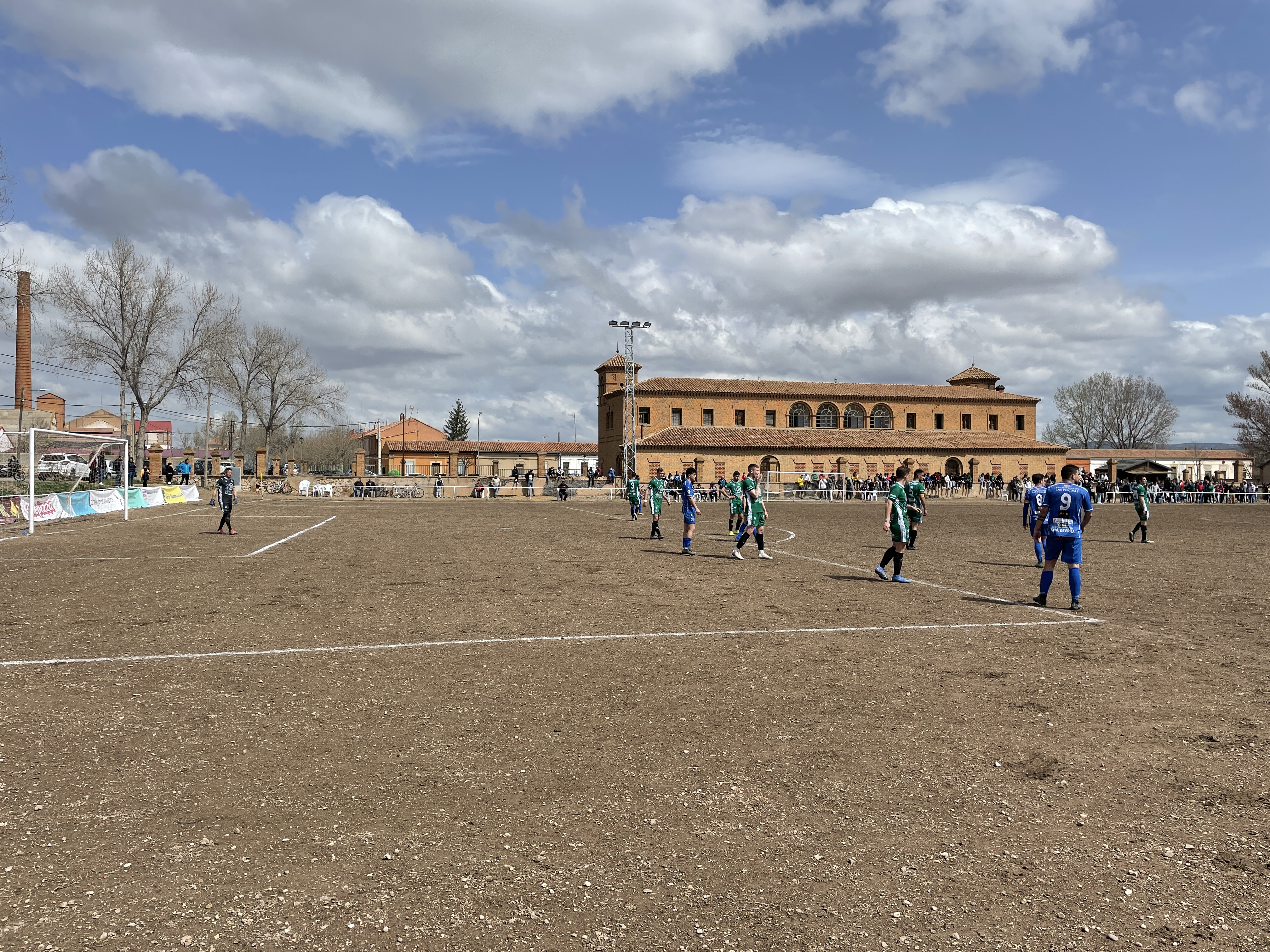
Campo Municipal de Futbol de la Azucarera, con las antiguas escuelas y la chimenea de la Azucarera del Jiloca al fondo

Siguiendo el camino, saldremos del municipio, pasando de camino asfaltado a camino de tierra y llegaremos hasta un puente que atraviesa el río Jiloca. Este lugar es conocido como la Compuerta de la Azucarera es paso obligado de varias rutas senderistas y de paseo a caballo de la zona. También es lugar habitual de pesca de cangrejos de río. Desde el puente se ven compuertas y tajaderas que son la herramienta de manejo del agua para uso agrícola.
Cruzamos el puente y seguimos recto y a unos 100 metros el camino gira 90° hacia la derecha. Entramos de lleno en la zona de cultivos de vega. El camino, ahora, es una recta de casi un kilómetro, con una hilera de chopos casi continua junto a la vía que aportan sombra al atardecer. A ambos lados del camino podemos ver pequeñas parcelas de cultivo, principalmente cereal.
Al llegar a un antiguo transformador de alta tensión, popularmente conocido como el caseto de luz, giramos 90° a la izquierda. Volvemos a encontrarnos un camino recto, de unos 400 metros donde los chopos son sustituidos por membrillos, a ambos lados del camino. Al terminar la recta, haremos un par de curvas antes de llegar a la explanada donde se ubica el refugio y merendero de la Virgen del Molino, y junto a él la ermita de la Virgen del Molino.

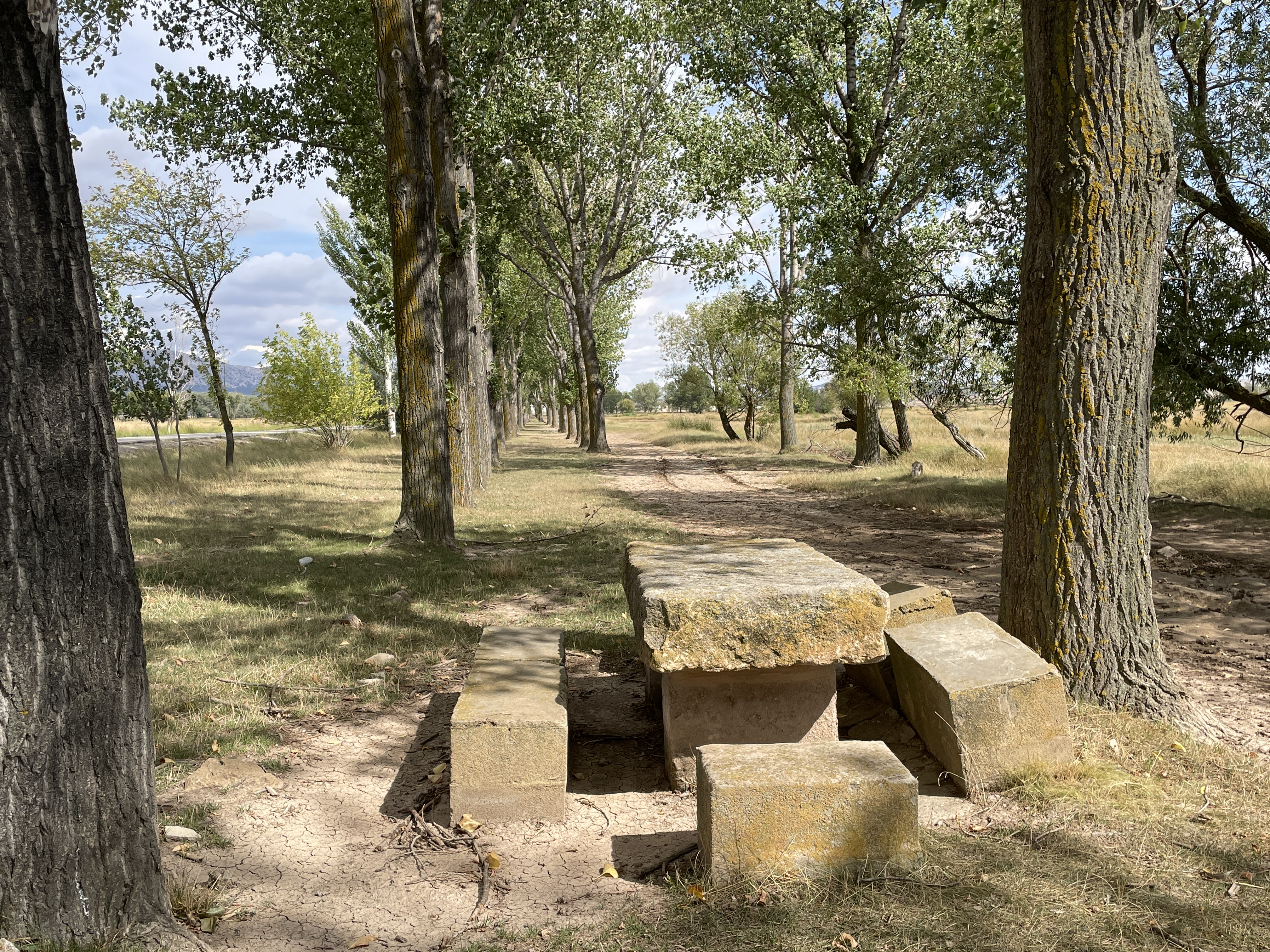
Arboleda de Carralambra

En este entorno el ambiente cambia completamente. El verde de la hierba y de las hojas de los árboles del Parque de la Virgen del Molino, contrasta con el pardo pálido de la fachada de la Ermita y del antiguo molino harinero, hoy casi totalmente en ruinas. Lo natural y lo rústico se funden en sintonía en uno de los lugares más emblemáticos del pueblo de Santa Eulalia.
El regreso podemos hacerlo por el camino que une la ermita con la carretera A-1511 dirección a la sierra de Albarracín, bordeando la Acequia del Molino. Una vez que llegamos a la carretera de Albarracín, la cruzaremos con mucho cuidado, para disfrutar de la senda que discurre entre la Arboleda de Carralambra hasta la fuente y mesa de piedra con las que nos encontraremos. Una vez allí, y después de un breve descanso, volveremos a cruzar, de nuevo con mucho cuidado, la carretera A-1511. La entrada al pueblo se realiza por una senda peatonal paralela a la carretera, pasando por el Vivero Central de Santa Eulalia, y que finaliza en la ermita de San Antonio Abad, más conocida en la zona como la Ermita de San Antón.

### Ruta de las Casonas Infanzonas
Por el pueblo. Ruta a pie

El conjunto arquitectónico de la localidad revela un histórico pasado. Numerosas son las Casonas que forman su casco urbano. En la actualidad, se conservan seis piedras armeras en otras tantas casonas.
Desde la Plaza del Ayuntamiento nos dirigimos a la calle Jacinto Sarrasí, en otros tiempos la calle de Ricos Hombres, nombre que nos indica quiénes fueron, en otros tiempos, los moradores de esta calle al hacer referencia a este título nobiliario aragonés. Casi al empezar la calle, nos encontramos con el primer escudo. Labrado éste, en la clave del arco de la puerta, se trata de un escudo redondo sobre cartela. En él vemos representado un haz de flechas apuntando hacia abajo. La puerta sobre la que está situado se trata de la puerta de entrada de carruajes de la casa-palacio de la familia Fuertes de Gilbert.
Andamos dos pasos más y nos encontramos con la Casona de los Dolz del Castellar. La piedra armera es de alabastro blanco y está situada sobre el dintel de la puerta. Se trata de un escudo cuadrilongo de base apuntada. Se representa, de gules, castillo de oro, mantelado de azur con dos granadas de oro abiertas de gules y ambas manteladuras separadas por un árbol. Al timbre yelmo con cinco plumas y lambrequines. Está situado sobre una cartela compuesta por motivos vegetales. 

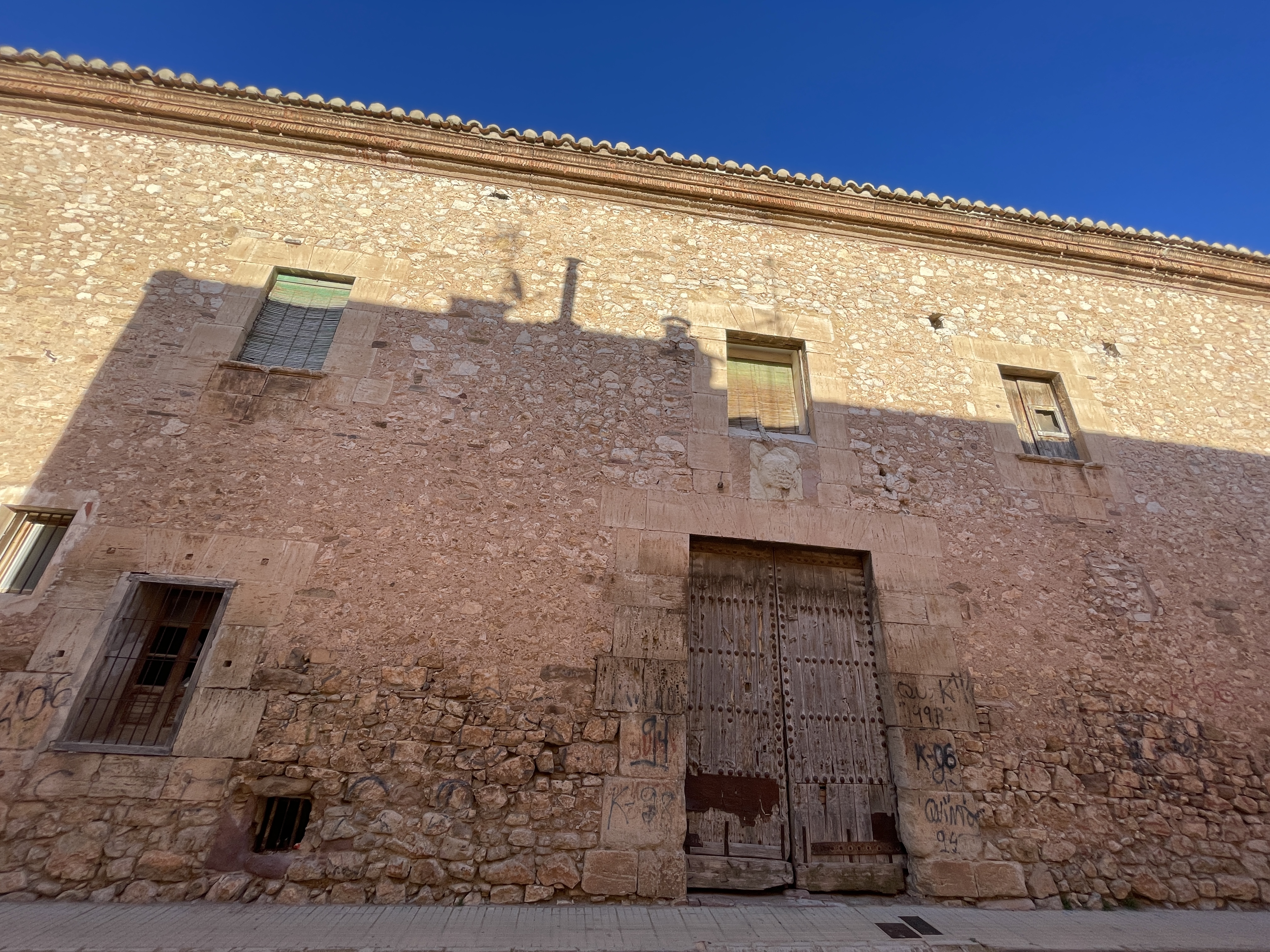
La "Casa Grande" originalmente propiedad de la familia Pérez de Liria, construida en 1647 en la calle La Unión de Santa Eulalia del Campo

Justo en frente se encuentra la casa-palacio de los Fuertes de Gilbert. Nos detendremos a contemplar el alero de madera de la fachada, de singular belleza y el escudo cuadrilongo situado sobre el dintel de la puerta de entrada. El escudo cuartelado se compone de una torre sumada de un águila bicéfala moviente, un águila posada coronada, un pelícano dando de comer a sus crías, acompañado de otro, y ambos surmontados de una flor de lis y un castillo sobre nubes que rodean a modo de orla a tres flores de lis. Como soportes tiene un león rampante a la diestra y otro a la siniestra.
Continuamos nuestro paseo por la Calle San Pascual, más conocida como el Barrio Verde hasta llegar a la Calle La Unión donde descubrimos la casa conocida como “Casa Grande”, construida en 1647, sus armas hacen pensar fuera propiedad de los Pérez de Liria. En el siglo XIX, pasaría a ser propiedad del conde de Creixell, para servir, durante parte del siglo XX, de posada. Se trata de un escudo cuartelado. En el primer cuartel, se representan dos figuras triangulares con círculos en el centro, en el segundo, una flor de lis, en el tercero, dos cruces de San Andrés y, en el cuarto, tres fajas ondeadas.

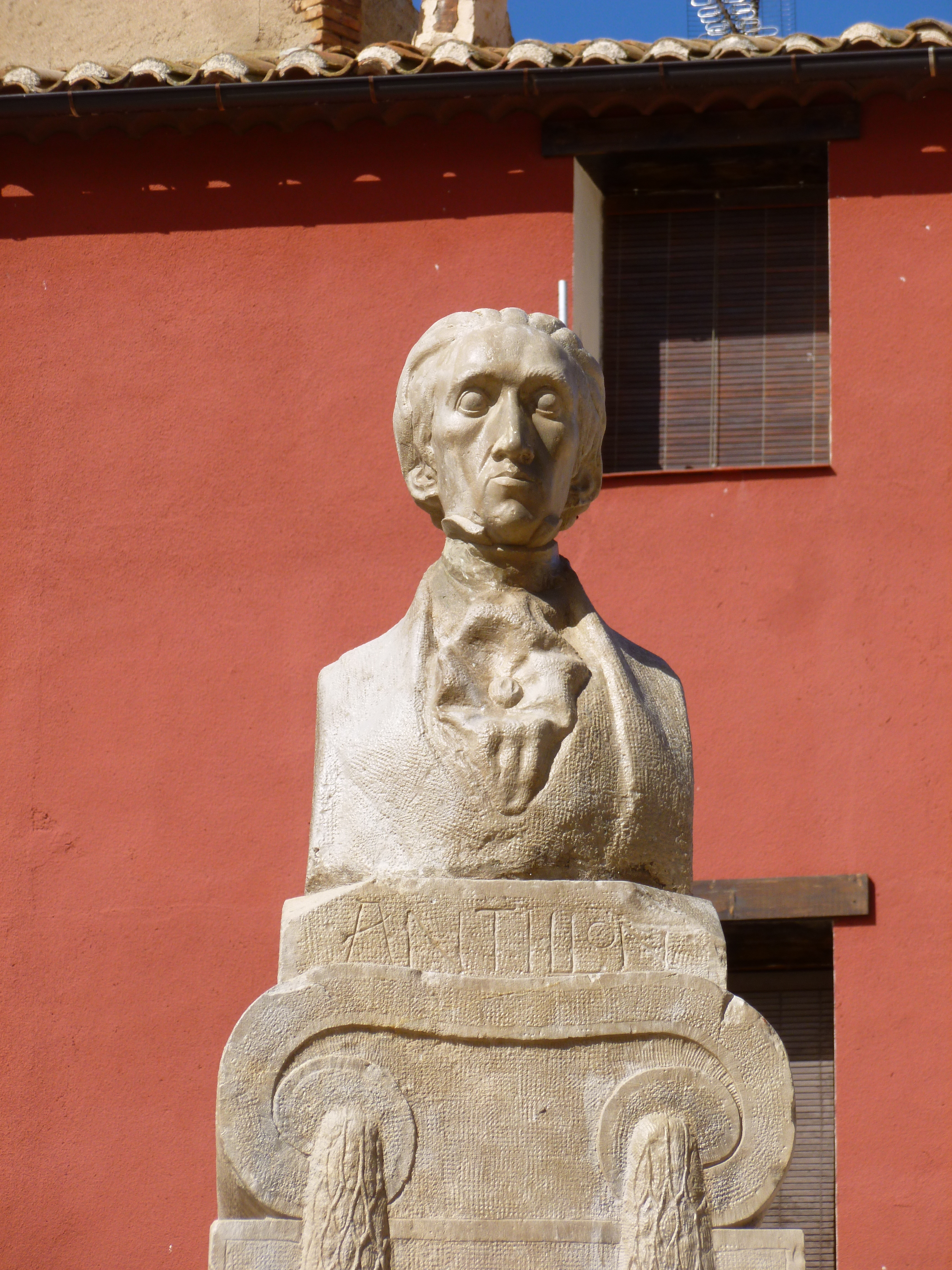
Estatua y Plaza dedicadas a Isidoro de Antillón y Marzo

Pasamos de nuevo por la plaza del Ayuntamiento para llegar a la plaza de Isidoro de Antillón y Marzo, donde nos encontramos con la biblioteca municipal con el mismo nombre, y con una estatua de piedra coronada por el busto de Ilustre hijo de la localidad, de autor desconocido.
De allí nos dirigimos hasta la calle del Rosario en la que apreciamos la capilla de la Virgen del Rosario. Ya en la calle Isidoro de Antillón, carretera A-1511 con dirección a la Sierra de Albarracín, en el cruce con la carretera TE-V-9029 hacia Cella, nos encontramos con la Casa de los Soto de Lara. El escudo está labrado en piedra blanca. Se trata de un escudo cuadrilongo de base conopial, cuartelado, en el 1.º y 4.º cuartel, árbol tranzado, en el 2.º, tres fajas y en el 3.º cuatro fajas. Al timbre yelmo con lambrequines. Está situado sobre una cartela compuesta por motivos vegetales y arquitectónicos. 
Tan sólo unos pocos pasos más adelante en esta misma calle nos encontramos con la Casa Natal de Isidoro de Antillón y Marzo. El escudo se encuentra situado sobre el dintel de lo que hoy es la puerta posterior de la casa. A esta puerta se accede por la carretera de Cella, carretera TE-V-9029, y se encuentra próxima a la Plaza de Toros de Santa Eulalia y a los locales de la Peña La Juerga. El escudo está labrado en la misma piedra de color rojizo utilizada en la fachada principal.
Finalizaremos nuestro recorrido en la calle San Antonio, justo en frente de la Casa Natal de Antillón, en la que volvemos a encontrarnos con una capilla, en este caso en honor al santo cuyo nombre lleva la calle.

## Asociaciones
- Asociación Cultural “Culturalia”
- Asociación Escuela de Jota “Virgen del Molino”
- Asociación de Amas de Casa “Virgen del Molino”
- Asociación de Jubilados y Pensionistas “Virgen del Molino”
- Sociedad de Cazadores “Isidoro de Antillón”
- Asociación Cultural y Religiosa “Hermandad Sangre de Cristo y de la Misericordia”
- Asociación Cultural "Hermandad de la Virgen del Molino"
- Asociación de Madres y Padres de Alumnos "Colegio Cuna del Jiloca"
- Asociación Peña Taurina “El Trincherazo”[30]
- Asociación Cultural "Peña La Juerga"[31]
- Sociedad Deportiva Club de Futbol "Azucarera"[29]